# Деруни
Деруни́ — картопляні млинці, мають велику популярність в українській, польській, білоруській, чеській, словацькій, болгарській, австрійській та німецькій кухнях, в Україні особливо поширені в північних і західних районах. Основним інгредієнтом страви є терта картопля. Власне, від способу приготування млинців (тертої, а в деяких регіонах кажуть — дертої, картоплі) і походить назва деруни. Деруни є традиційною частиною святкового столу на Благовіщення (тільки пісні, без сметани й інших скоромних страв).

## Походження та деруни в історії

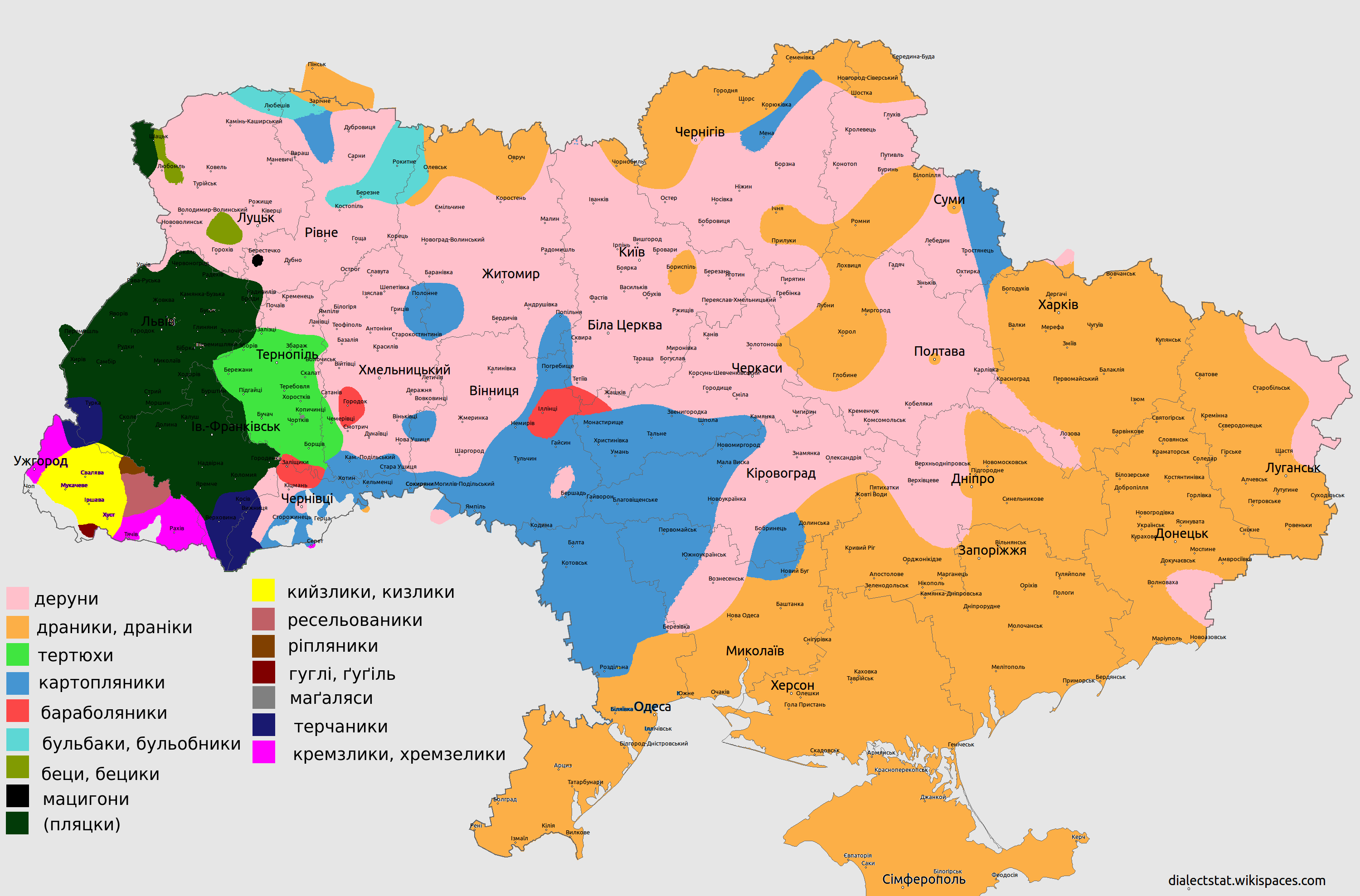
Поширення назв дерунів в Україні

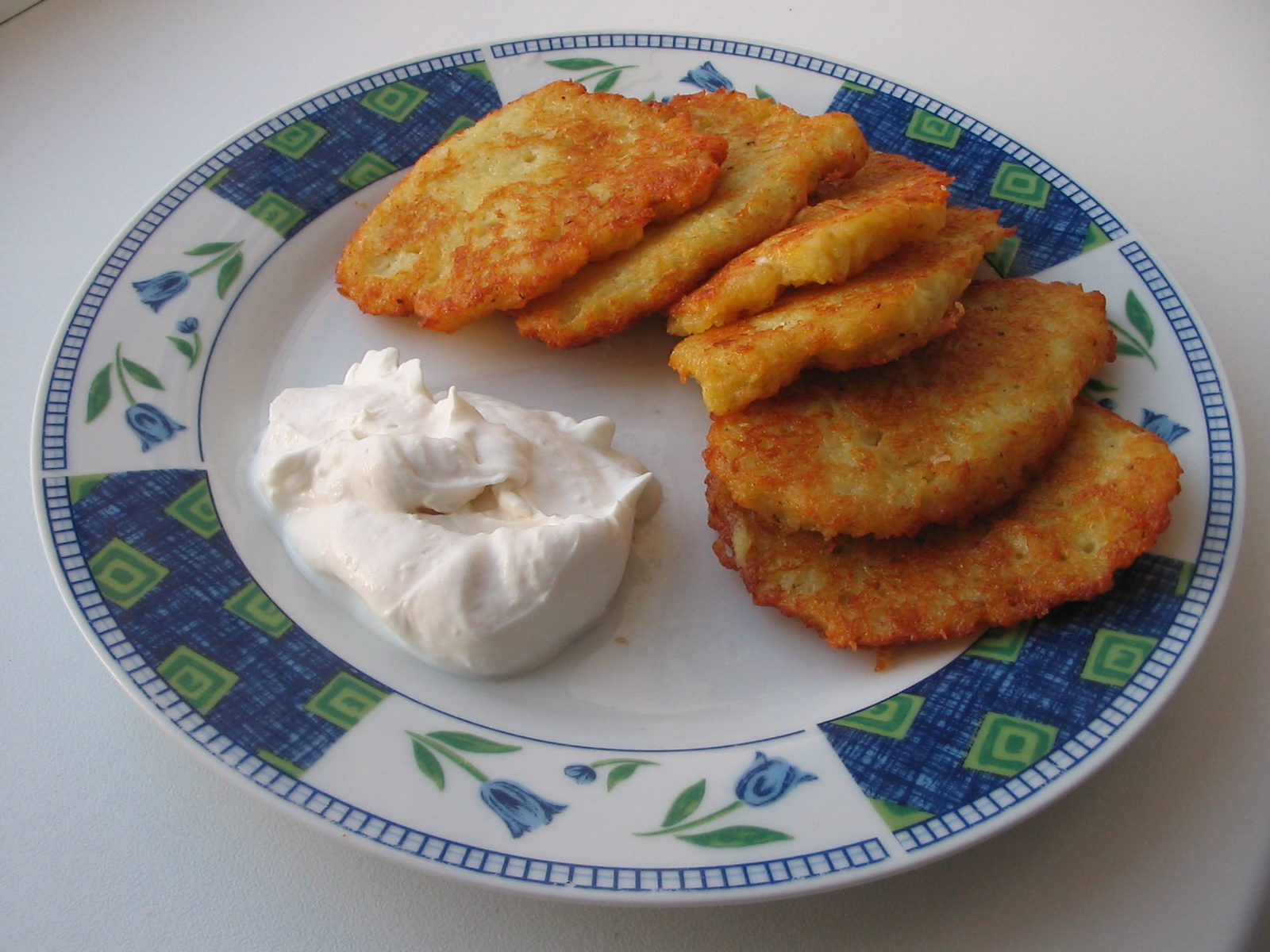
Деруни зі сметаною

Уперше письмовий рецепт дерунів подається у куховарській книзі Яна Шиттлера у 1830 р.
Під час Голодомору 1932—33 рр. деруни готували з посушеного й розтертого липового листя, горішини, щавлю, полови та макухи. Цю «страву» також називали «чорними мартопляцами».

## Назва
Деруни́ «оладки з сирої тертої картоплі». Від «де́рти» прасл. *derti, dьrati, derǫ.
Деруни поширені в багатьох народів під різними назвами і в різних варіаціях. Назва страви, як правило, відображає спосіб її приготування чи вказує на головну складову — картоплю.
- В українців деруни відомі також під назвами «беці », «терті (картопляні) пля́цки», «терчаники», «тертюхи» (Тернопільщина), на сході України більш вживаною назвою є «дра́ники», «драча́ники».[джерело?]. Також вживають назви: «кизлики», «ґуґлі», «кремзлики», «картопляники», «рисилованики» (Закарпаття), «бабка», «пертушаники» (на Київщині) «гейзебубели»;
- У білорусів і росіян цю страву називають «дранікі» та «драники» відповідно. У Білорусі дранікі вважаються однією з національних страв. На відміну від України, у Білорусі дранікі часто готують з прошарком м'яса.
- У поляків — «placki ziemniaczane».
- У чехів аналог дерунів називають брамборачками (bramborák). На відміну від української страви, їх смажать у фритюрі. Цікаво, що в чехів існує принаймні вісім регіональних назв дерунів: Strouhanec (з грубо натесаної бульби), Vošouch (з грибами, або вудженим м'ясом з Шумавського плоскогір'я, і району довкола міста Пльзень), Báč (з району Простейова), Kramflek (з підгір'я Орлицьких гір), Křapáč, Nalešnik (з району Пряшова, що в Словаччині й межує з Україною), Prskanec (з району Бенешова), Smrazky (в районах Хрудим і Глинсько).
- У словаків — «zemiaková placka».
- У євреїв поширена страва латкес (левівот). На відміну від українських дерунів, при приготуванні латкес додають більше яєць і розтерту мацу. Євреї традиційно вживають цю страву під час свята Ханука, хоча вона й не відіграє значної ролі під час ритуалу. Цей звичай, очевидно, виник тому, що під час свята відзначається чудо горіння олії у Храмі древнього Ізраїлю, а тому надається перевага смаженій їжі. В ашкеназських євреїв Удмуртії і Татарстану зафіксовані варіанти вимови «крезлікі» й «кремзлікі»[6], і навіть «картофел'ние олад'і», «дранікі», «дранкі» та «какоркі».[7]
- У литовців популярні цепеліни, диджукукуляй. До них, на відміну від українських дерунів, додають м'ясну начинку, а після підсмажування варять.
- У німців — Kartoffelpuffer, Kartoffelpfannkuchen, Kartoffelplätzchen, Reibekuchen, Reibeplätzchen.
- У румунів — tocinei. Поширені на півночі Румунії, зокрема Молдові.
- У шведів — raggmunk або rårakor.
- У швейцарців — Рьості. Страва, власне, не оформлена у вигляді млинців, хоч і готується з аналогічних компонентів, а, швидше, нагадує гарнір.
- У США — Hash brown чи Potato pancakes. Hash brown продукуються промисловістю та розповсюджуються через мережу супермаркетів
- В ірландців — Боксті.

## Рецепт
Єдиним абсолютно необхідним компонентом дерунів є терта картопля. Інші інгредієнти додаються згідно з традицією в конкретному регіоні, чи домашнім рецептом, що передається з покоління в покоління. Такими інгредієнтами є: ріпчаста цибуля, борошно, часник, яйця, сіль.
Приготування дерунів, звичайно, починається з тертя почищеної картоплі. Вона може тертися як на дрібній, так і на грубій тертці, що впливає на смак і колір дерунів. З тертої картоплі зливається зайва рідина, потім треться й додається цибуля й сире яйце, сіль. Маса доводиться борошном до щільності густої сметани та смажиться на олії або смальці. За деякими рецептами деруни печуться або допікаються вже після обсмажування.
У деруни іноді клали начинку: у м'ясоїд — сир із сирим яйцем або січене м'ясо (варене або сире), у піст  — підсмажені на олії з цибулею гриби або просто підсмажену цибулю.
До столу деруни подаються зі сметаною, ряжанкою, сиром, шкварками чи соломахою. За традиційними народними рецептами іноді додавали білий сметанний соус із підсмаженою цибулею і грибами, заправлений підсмаженим борошном (запражку). Нерідко готові деруни (переважно без начинки) складали у макітру чи горщик, заливали сметаною і ставили у гарячу піч.
У традиційній українській кухні деруни споживали найчастіше в неділю — на сніданок або вечерю.

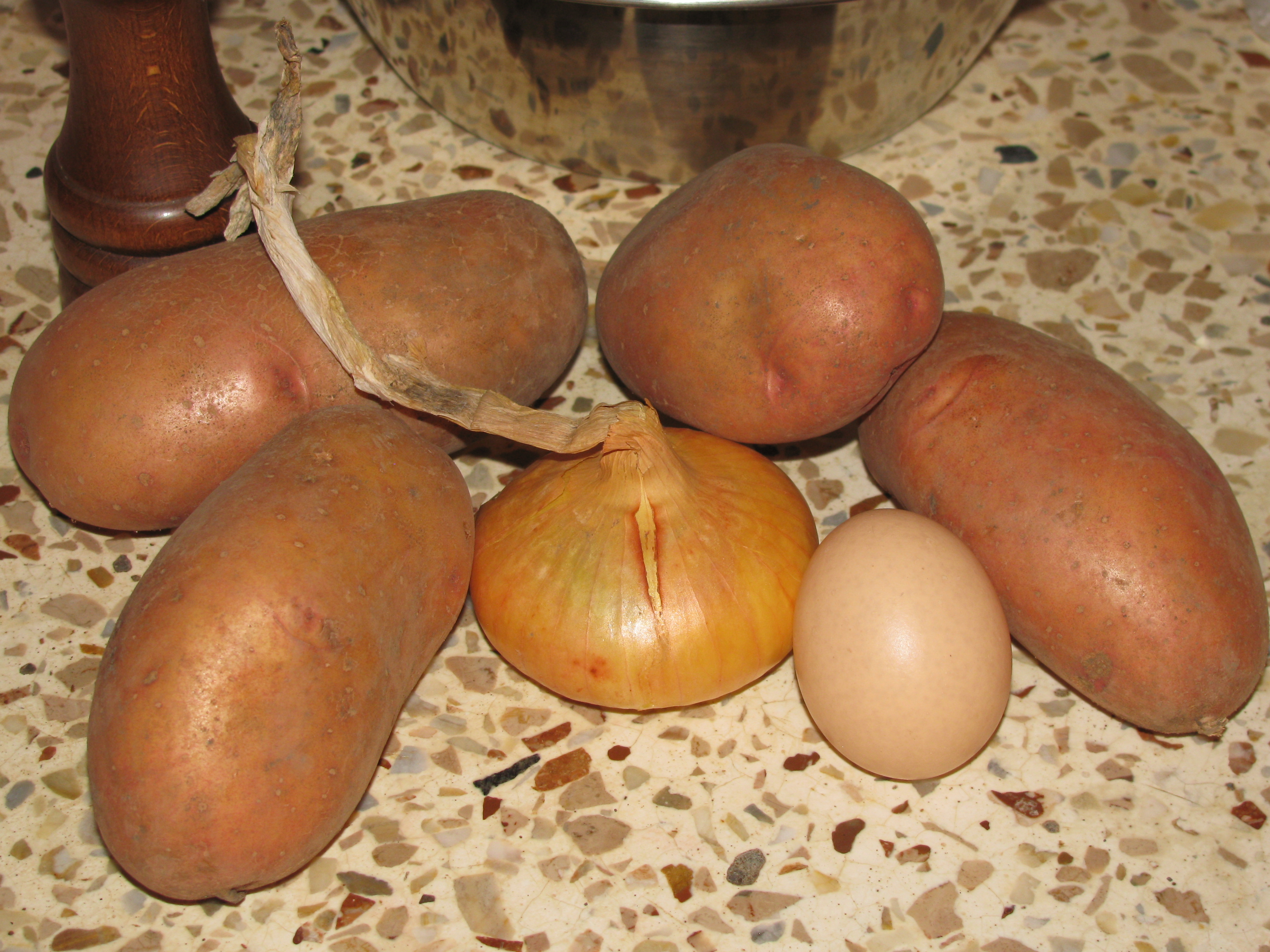
Набір продуктів
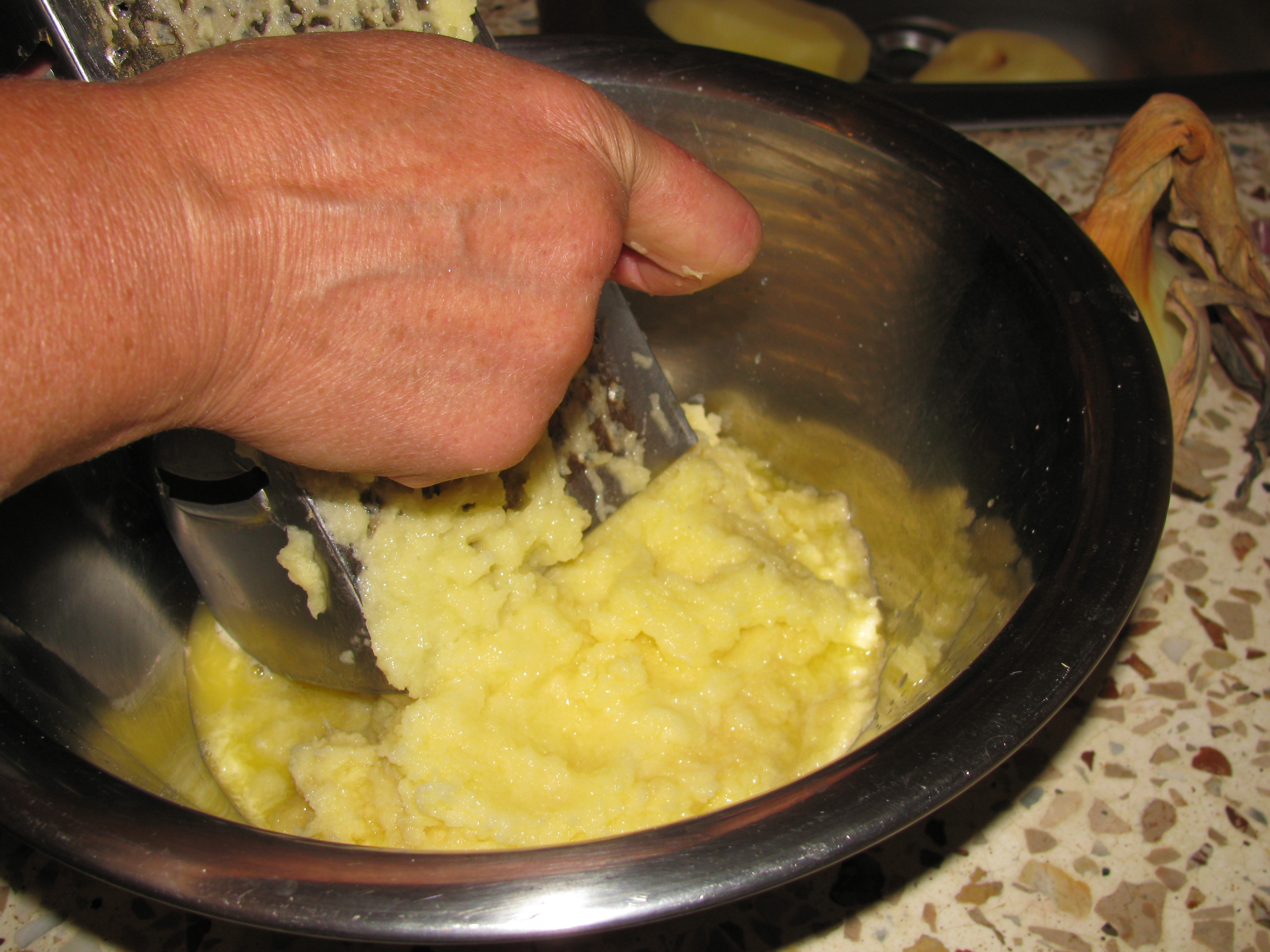
Подрібнення картоплі на тертці
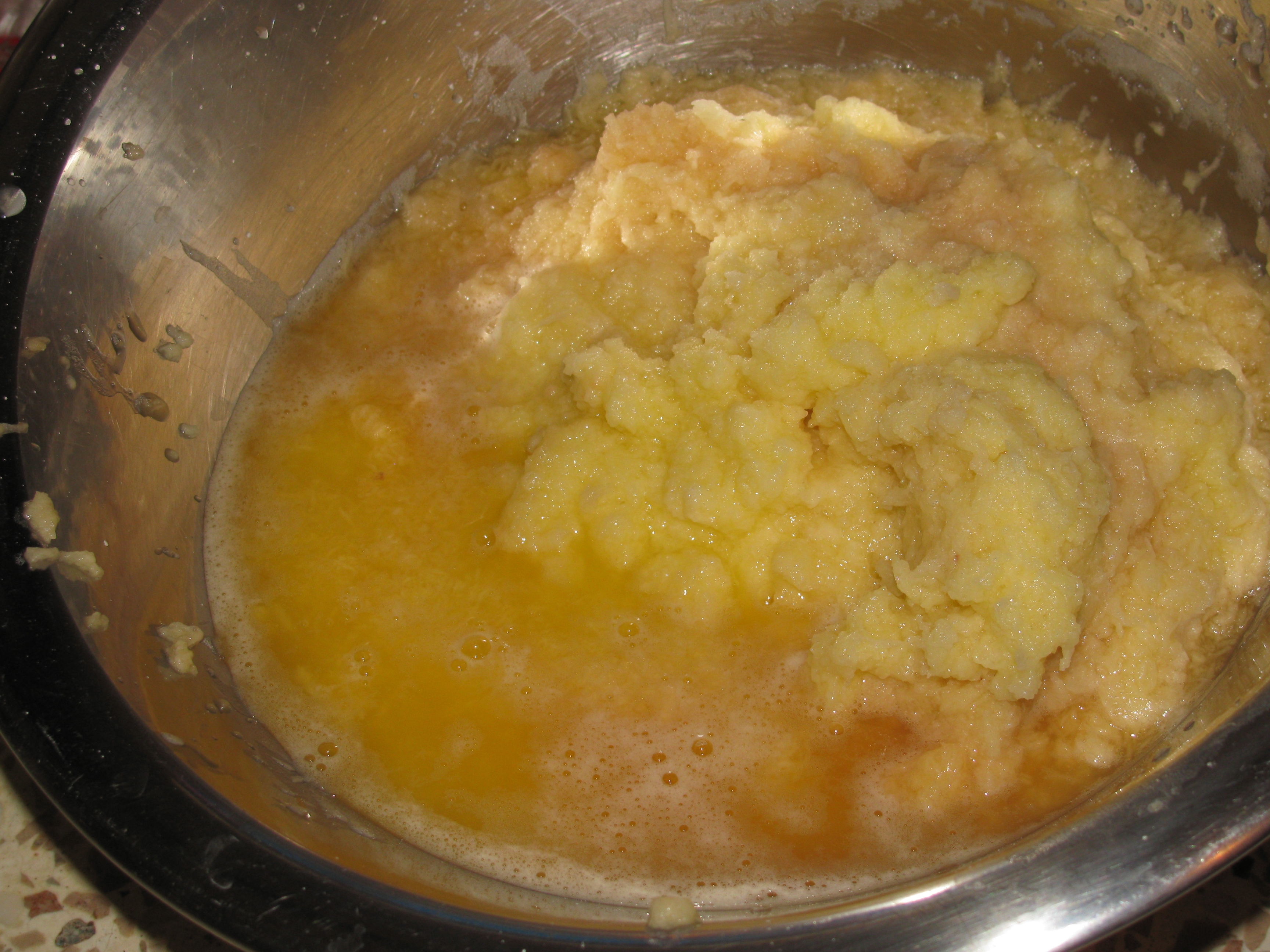
Вистоювання картопляної маси
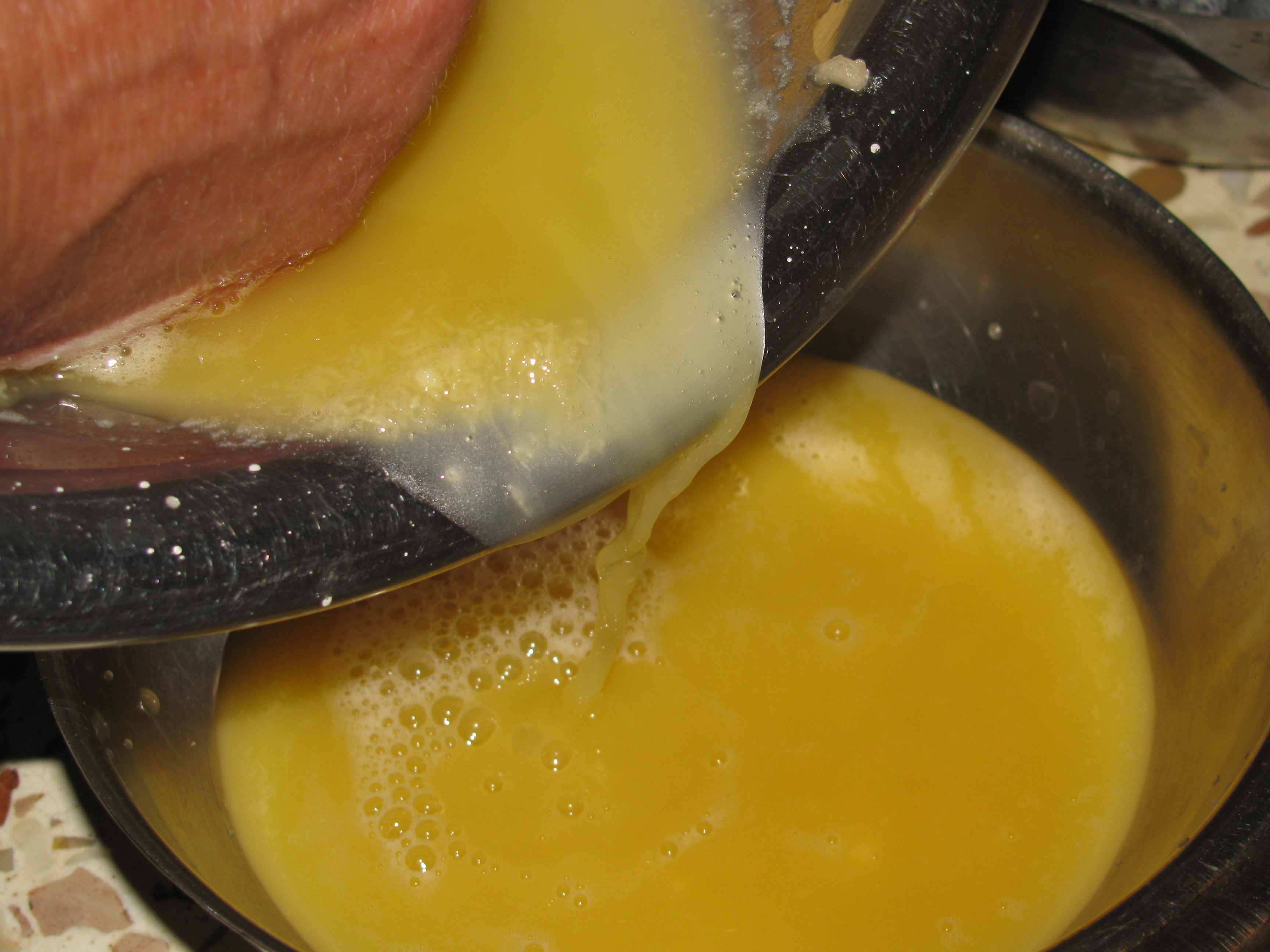
Видалення рідини
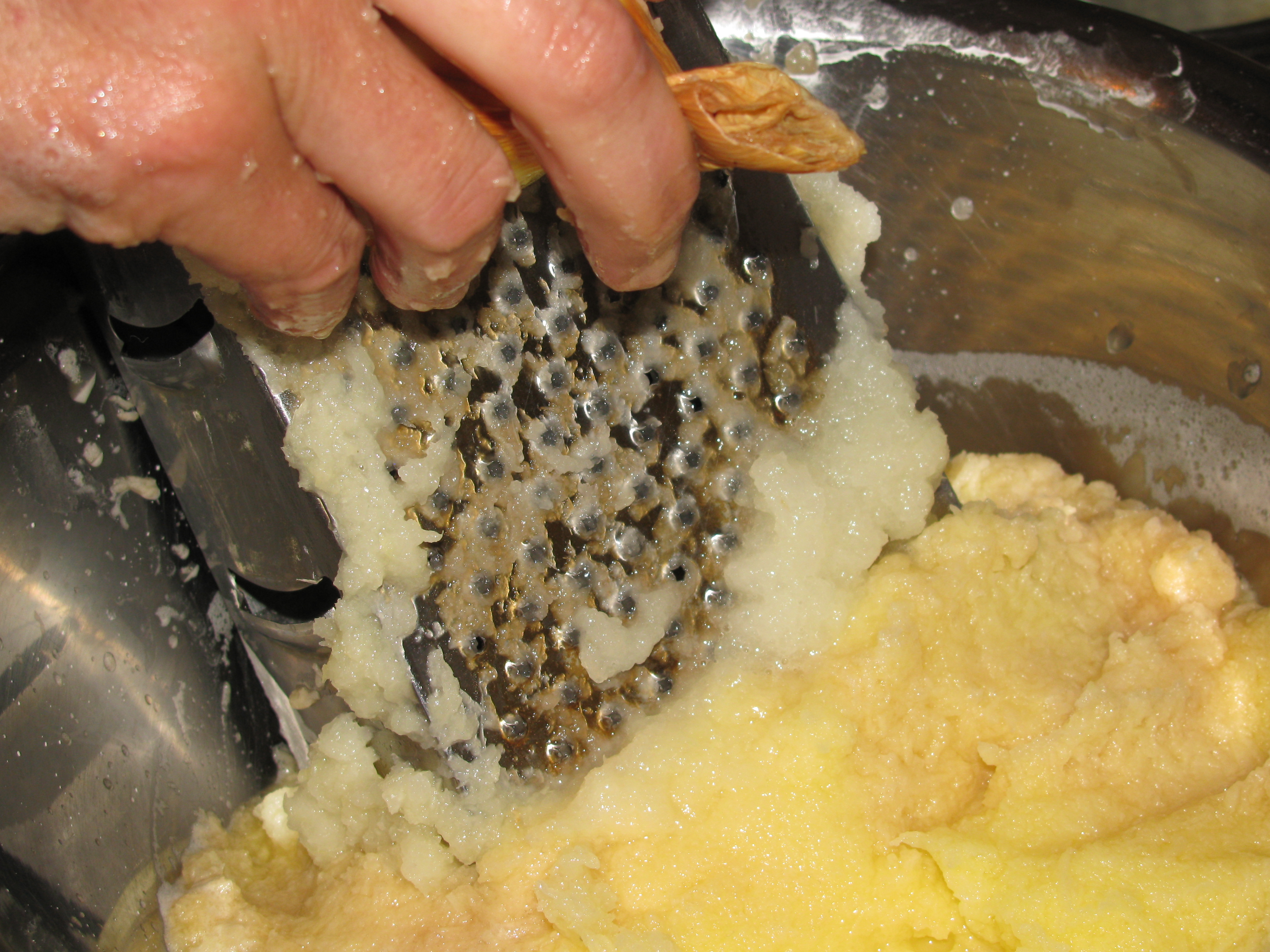
Подрібнення цибулі
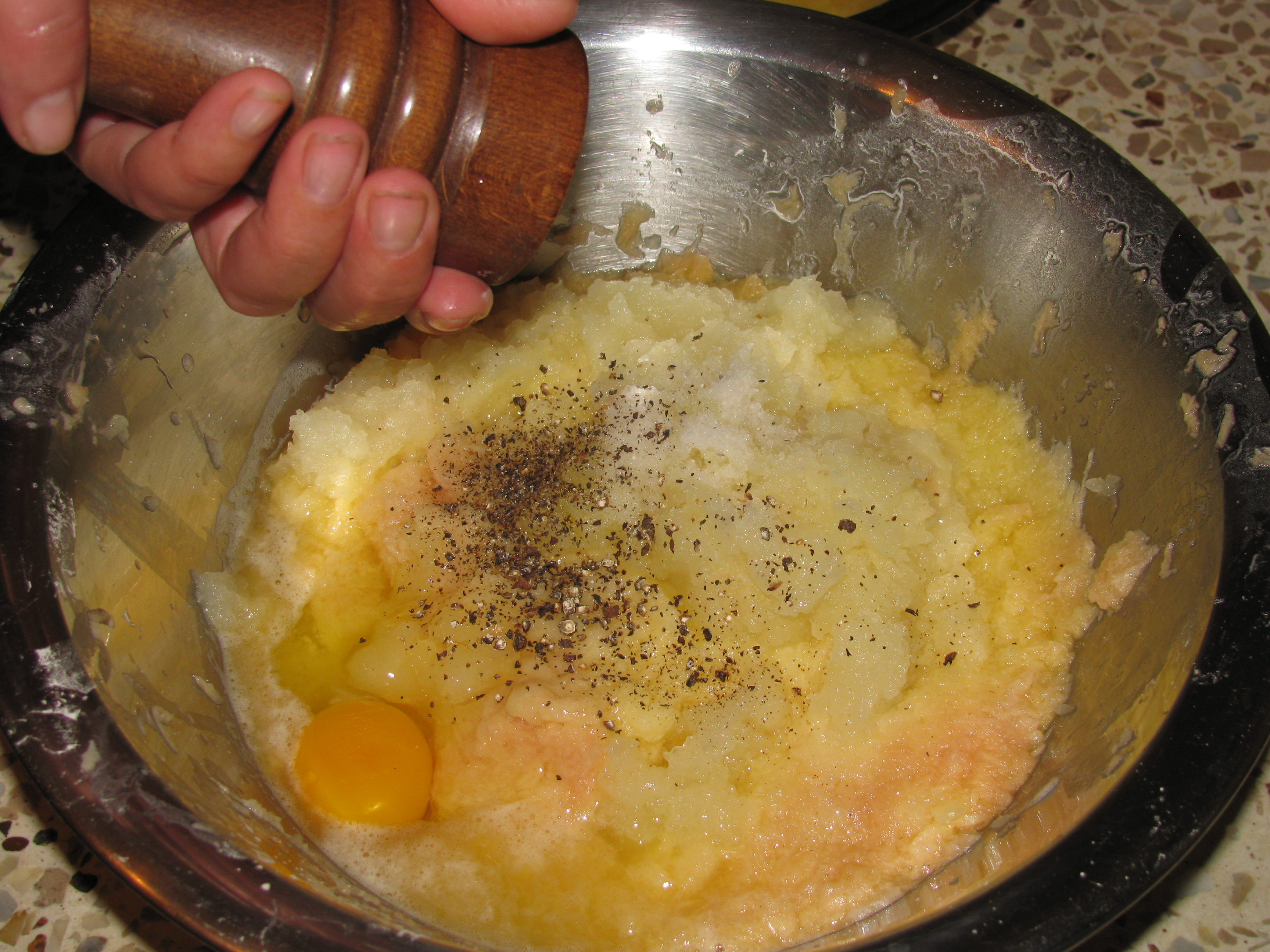
Яйце, перець і сіль до овочевої маси
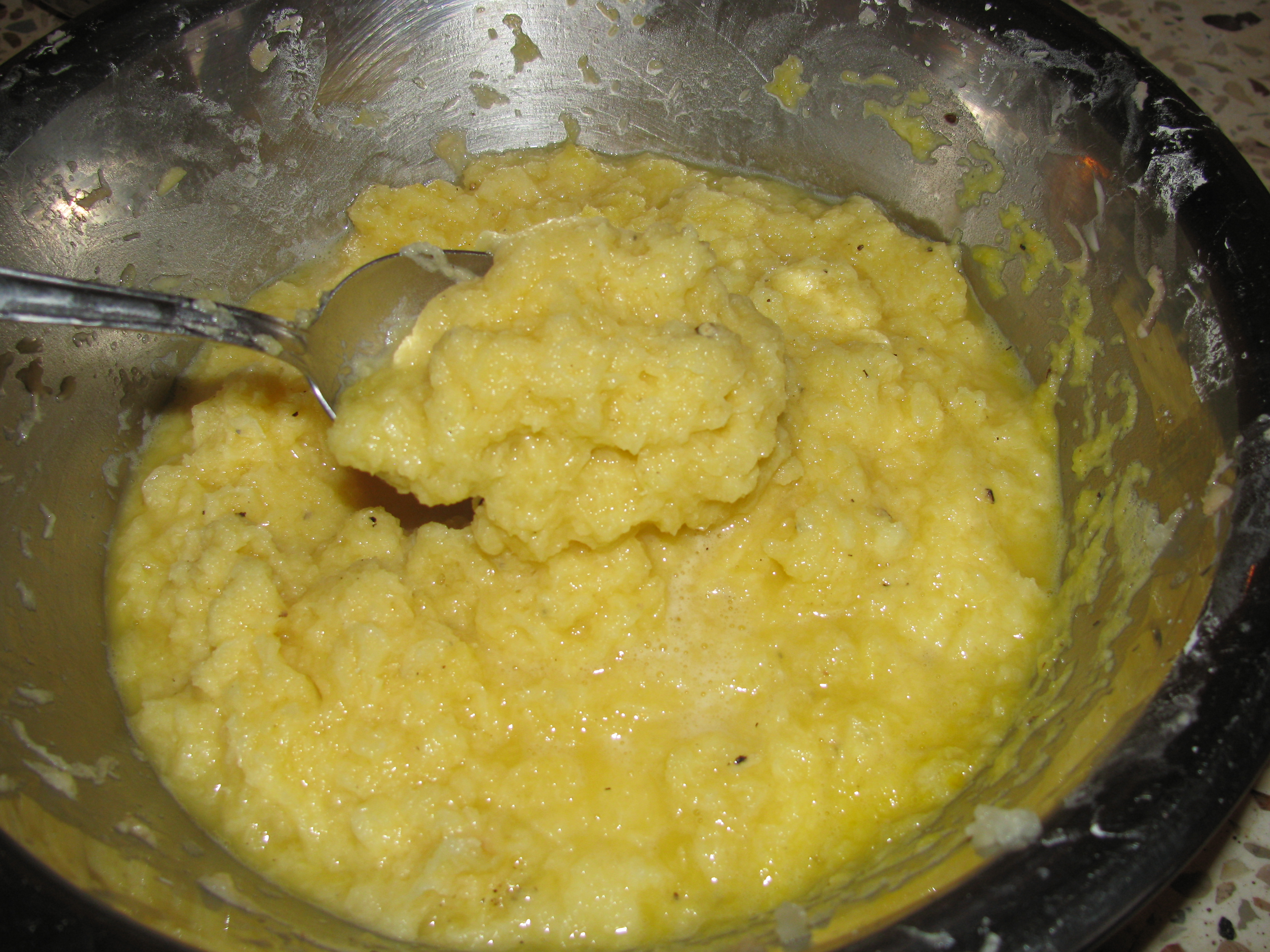
Підготовлена овочева маса
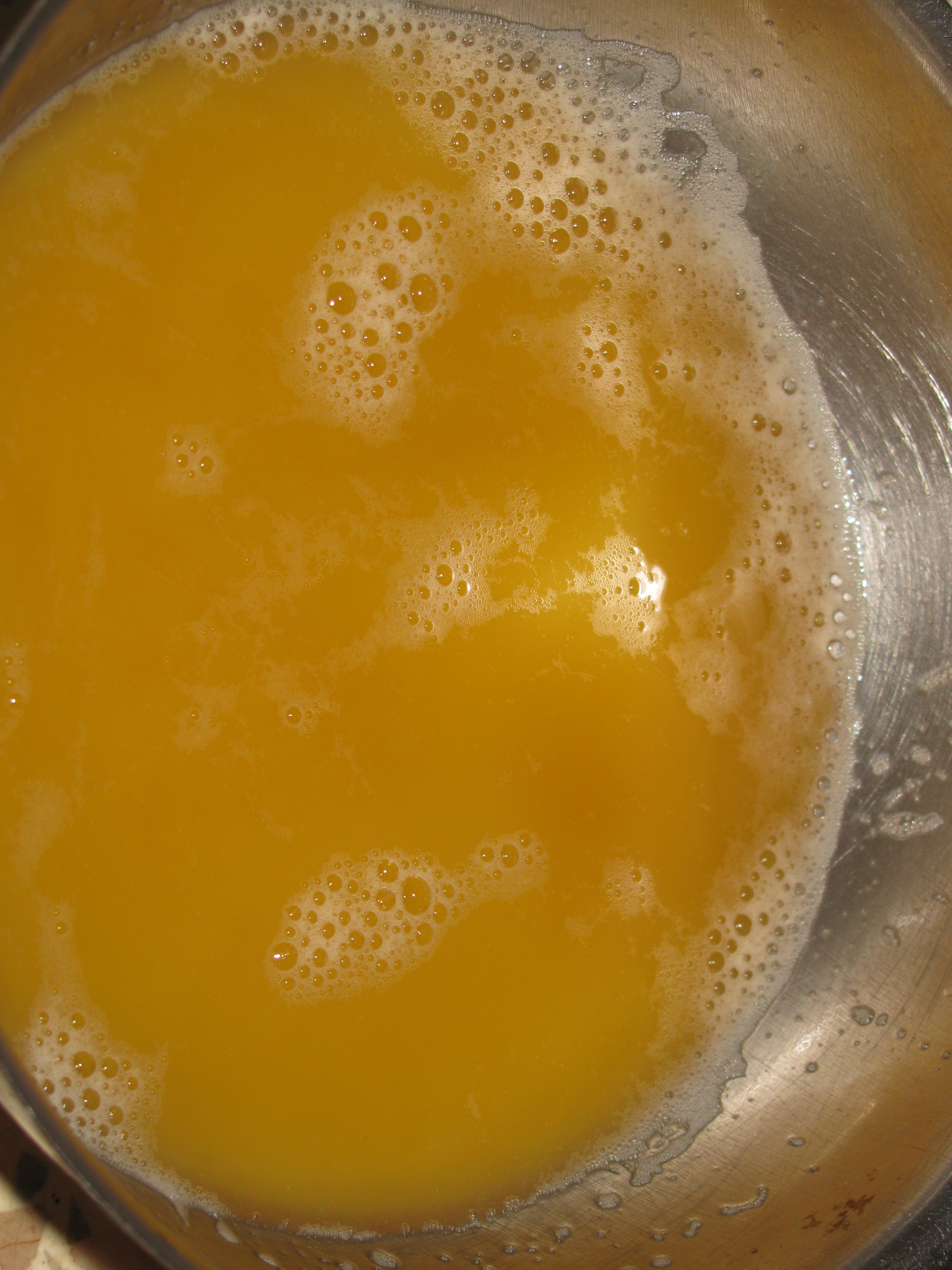
Видалена рідина з овочевої маси
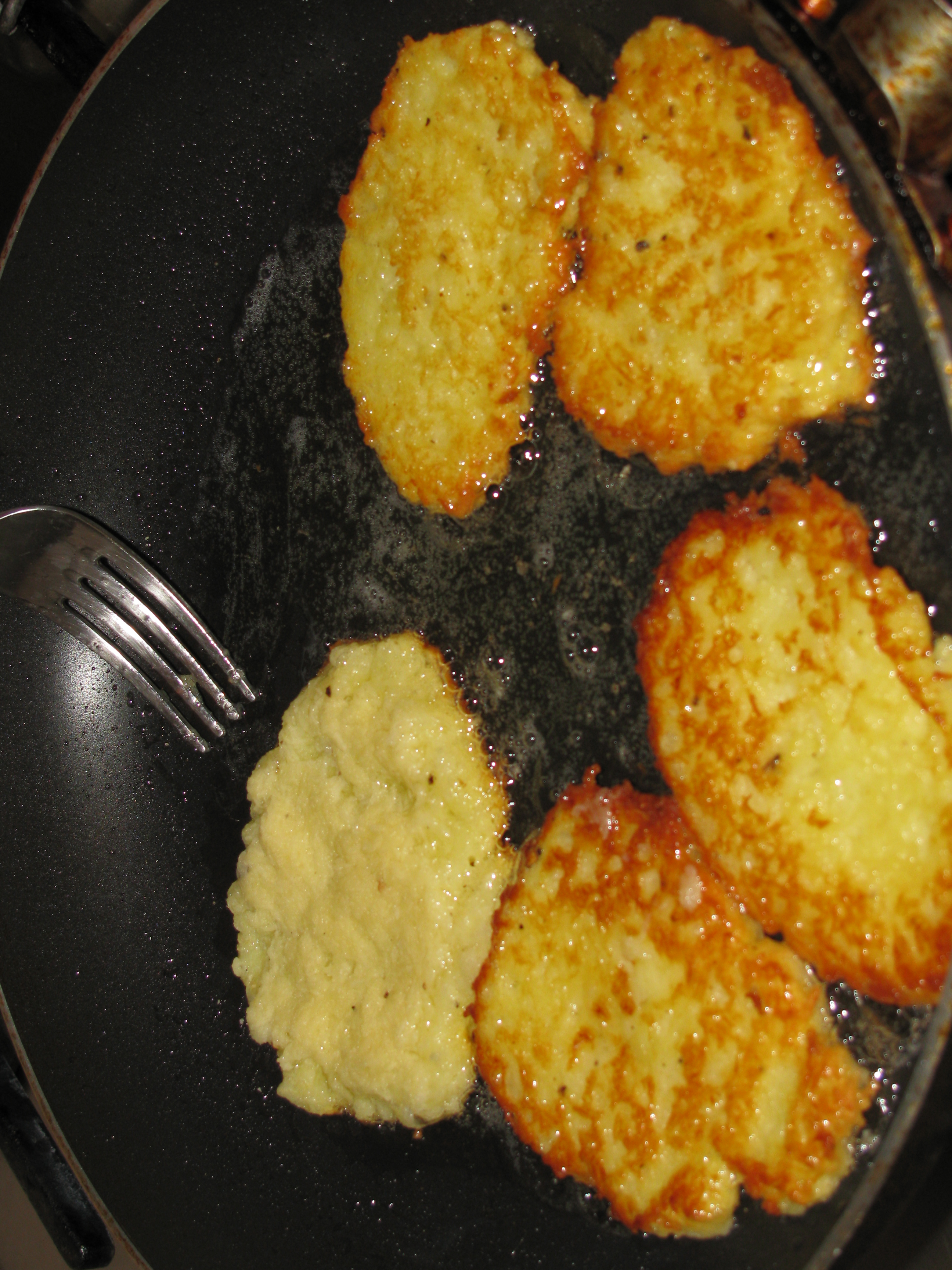
Обсмажування овочевої маси в пательні на олії
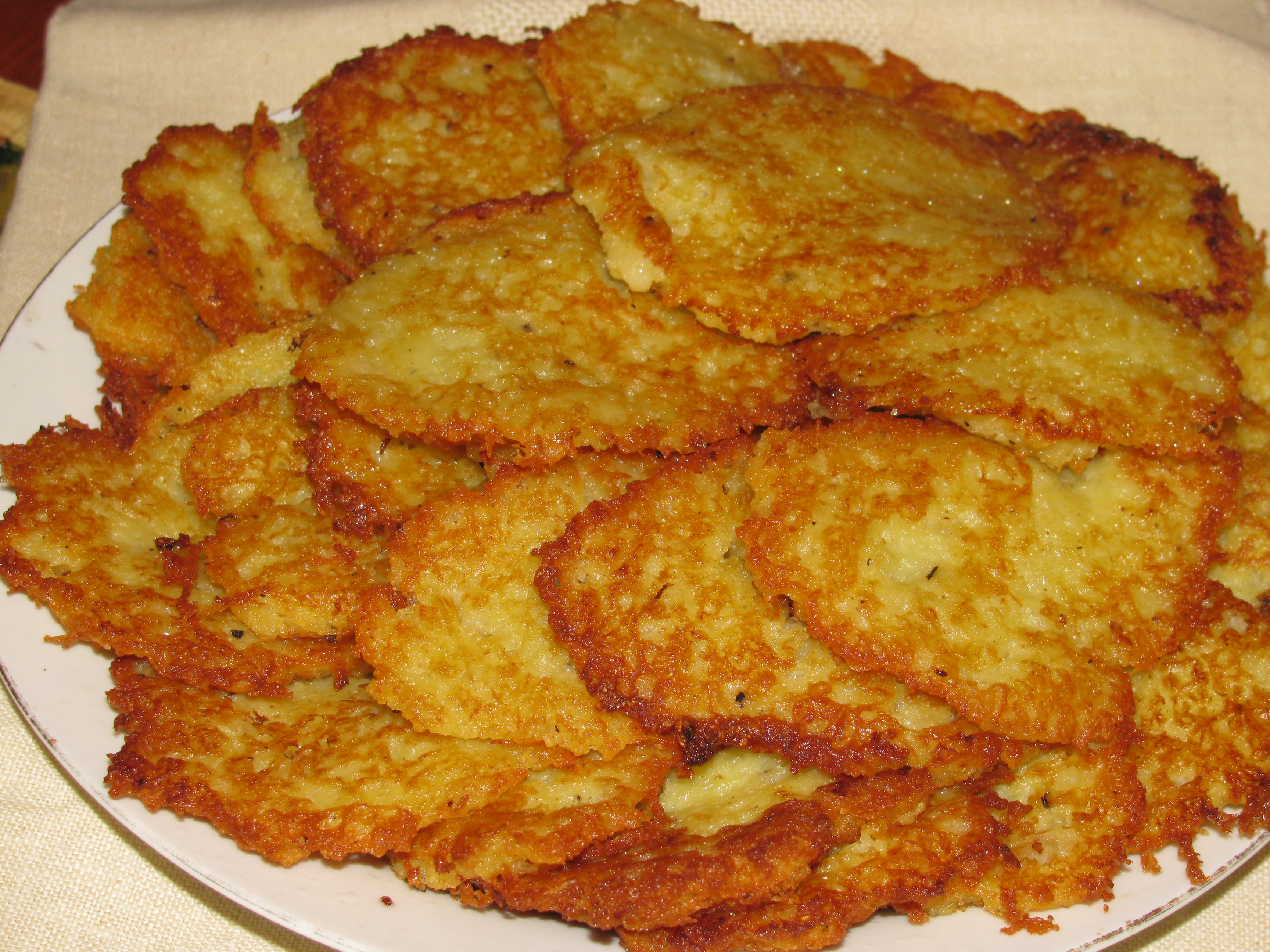
Готові тертюхи
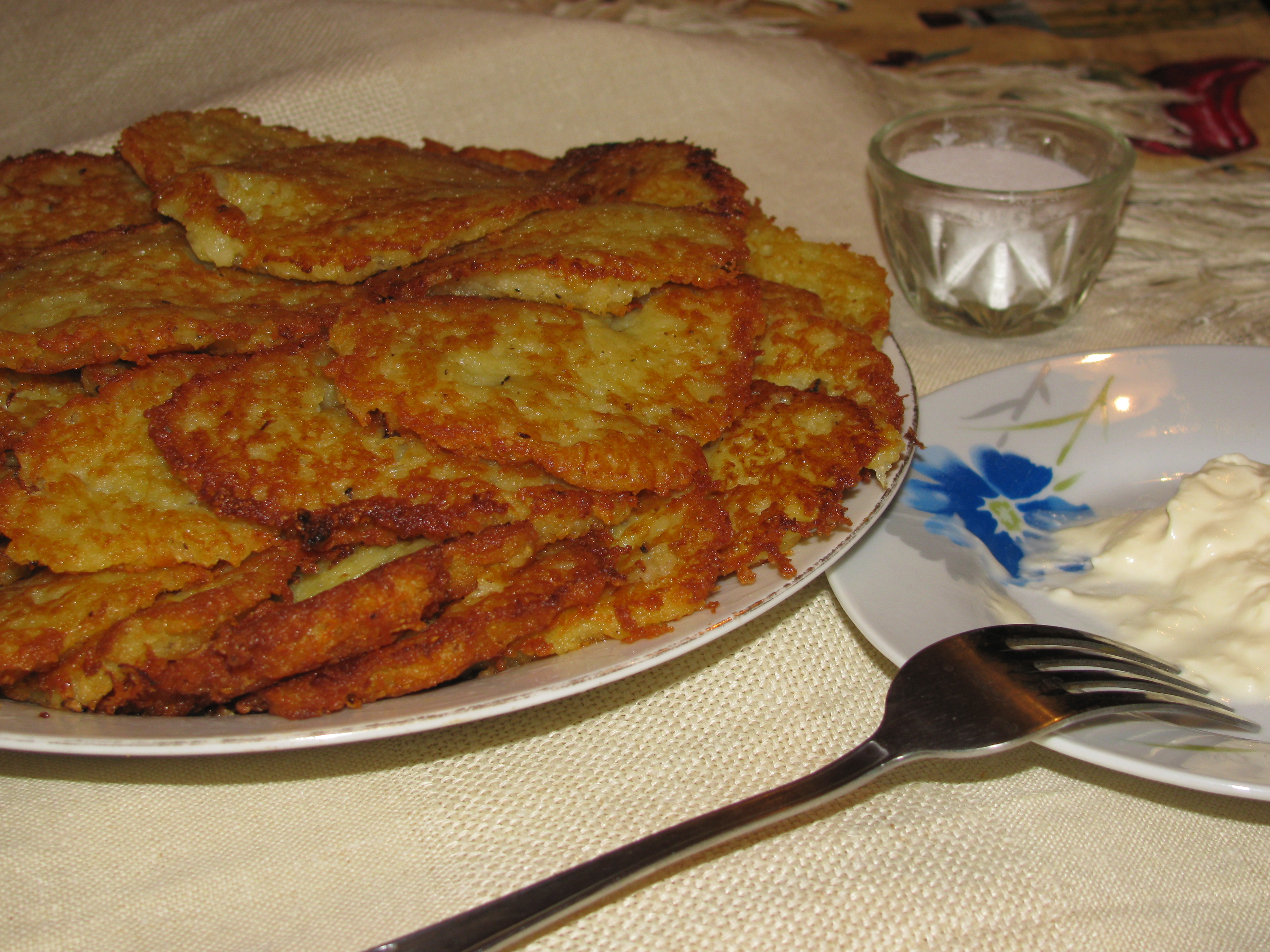
Тертюхи на столі

## Деруни в літературі
- Він за стіл не вміє сісти,
 Дерунів не хоче їсти, 
Помідорів, огірків 
І печених буряків
 (П. Воронько)
- - Не гарячкуй, будь ласка. Краще скажи, чи добрі готуєш своєму Іванові зустрічний? Чи дерунів напекла?
(О. Гончар «Собор»)
- Boxty on the griddle,
 Boxty in the pan,
 If you can't make boxty,
 You'll never get a man.

 Боксті на пательні,
 Боксті на сковорідці,
 Якщо не вмієш готувати боксті,
 То ніколи не вийдеш заміж.
(Ірландське прислів'я)
- Сільська школа. Актовий зал. Вона приїхала з лекцією для старшокласників. На обід — борщ із торішнього буряка (надворі кінець червня) і картопляні пляцки, деруни, терчаники, що набули широкої популярності в часи перебудови, потім у перші роки державності, коли Україна, як напишуть колись підручники таким-от дітям, переживала важкі економічні труднощі.
(Марія Кривенко, «Хвилеві новели [Архівовано 22 серпня 2007 у Wayback Machine.]»)

## Фестиваль дерунів
В місті Коростень Житомирської області починаючи з 2008 року проводиться щорічний міжнародний фестиваль дерунів. На фестивалі кухарі з різних країн демонструють своє вміння приготування дерунів чи близьких до них страв з картоплі. У рамках свята проводяться конкурси на найкращий плакат про деруни, найкращий рецепт дерунів, найкращий і смачно випечений дерун, найкращу пісню, вірш, анекдот, комічну історію про деруни.
На першому фестивалі 2008 року коростенці випекли найбільший дерун в Україні вагою 118 кг, який був занесений до Книги рекордів України.
Другий фестиваль відзначився тим, що був урочисто відкритий пам'ятник Деруну.

На третьому фестивалі випекли дерун вагою 140 кг.

## Галерея дерунів

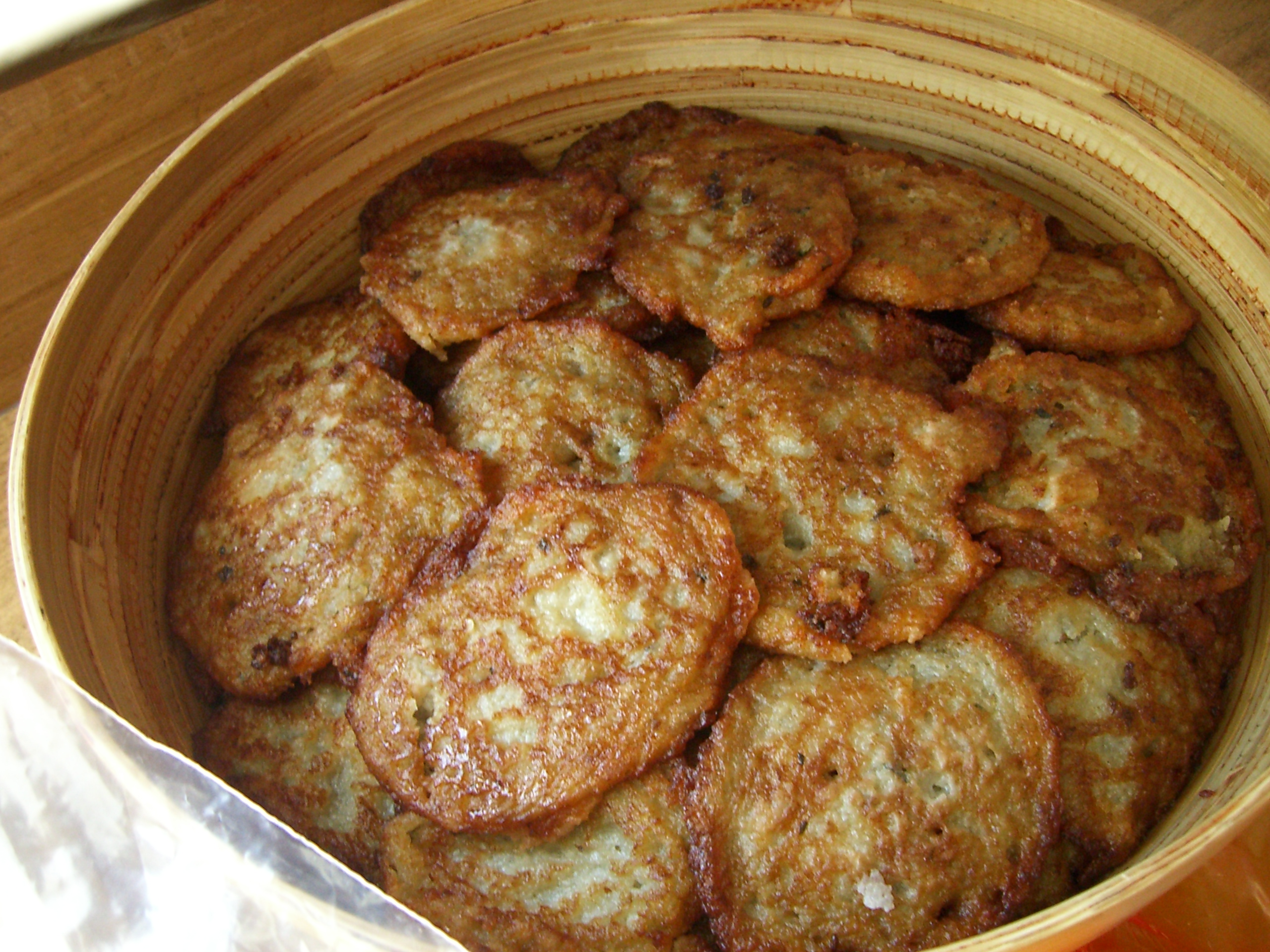
Білоруські дранікі
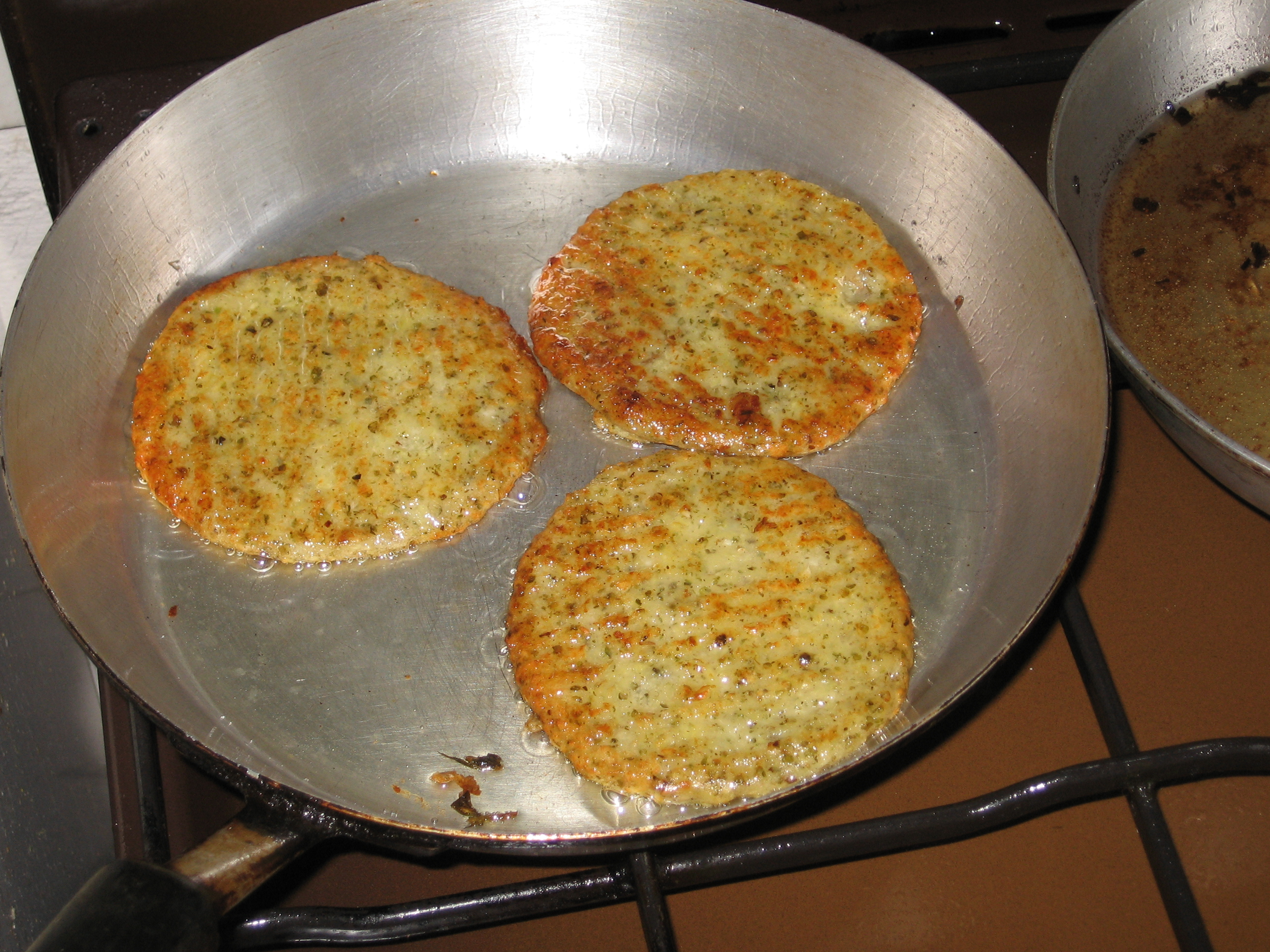
Чеські брамборакі (bramboráki)
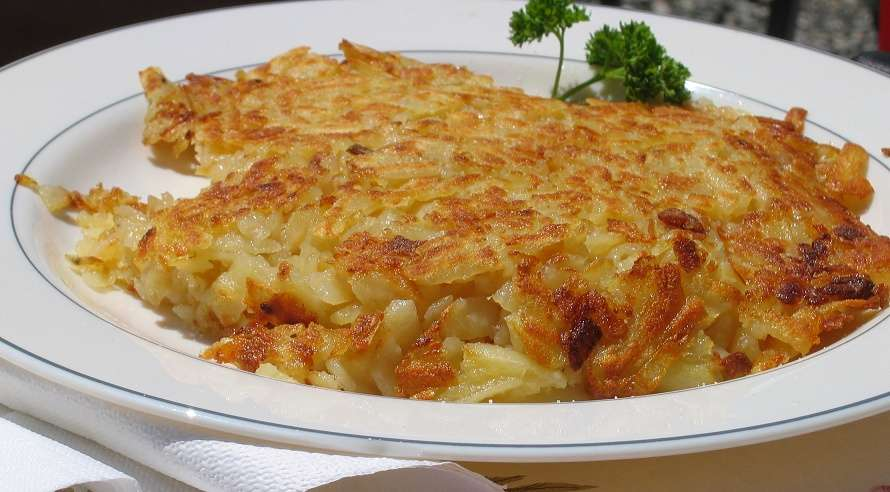
Швейцарські Рьості
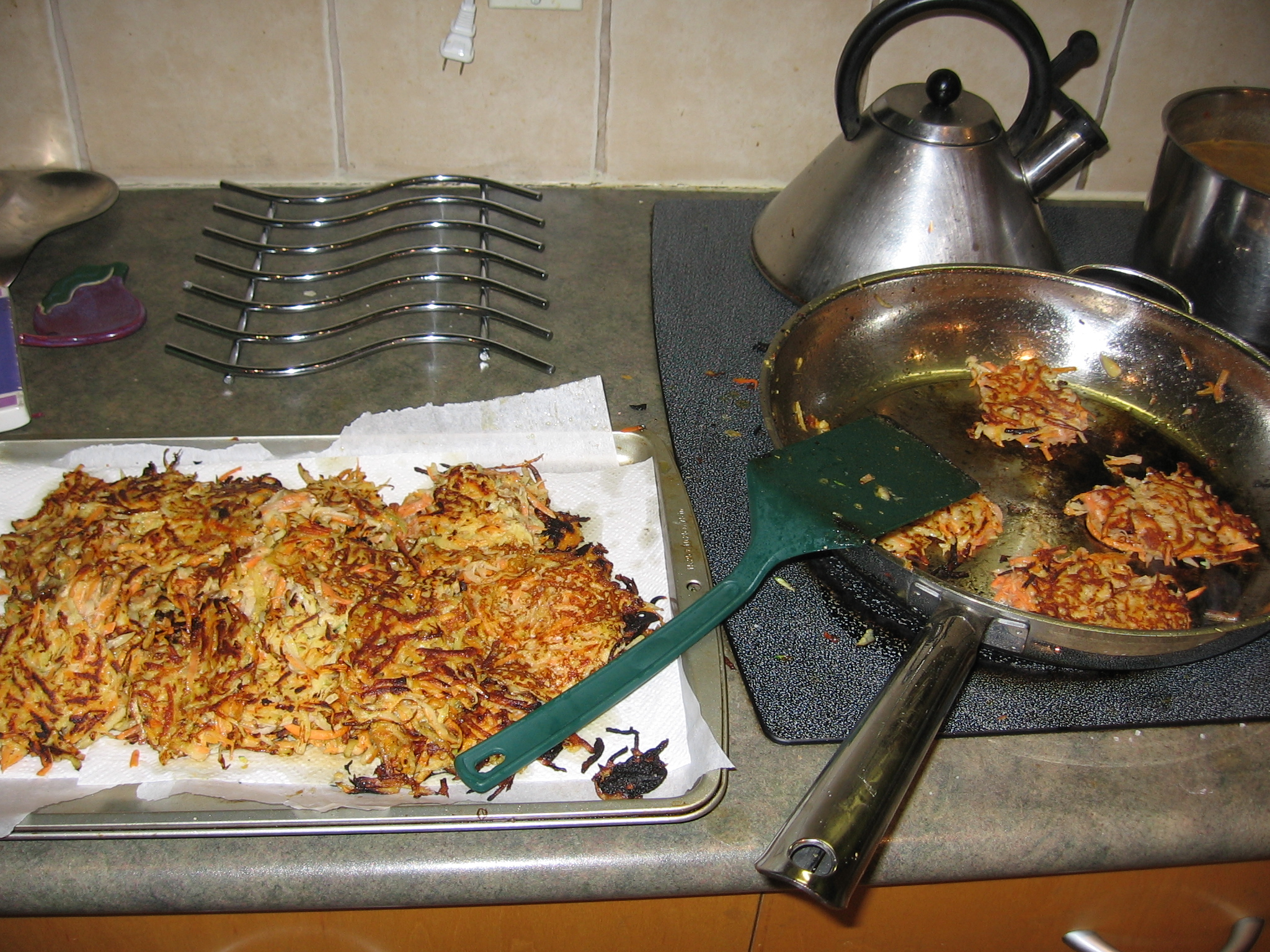
Американські латкес
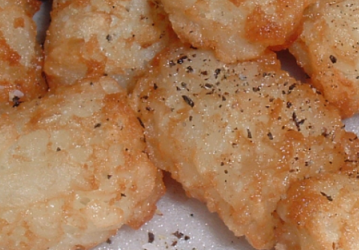
Американські Хашбраун (Tater Tot)

### Поширення назв дерунів

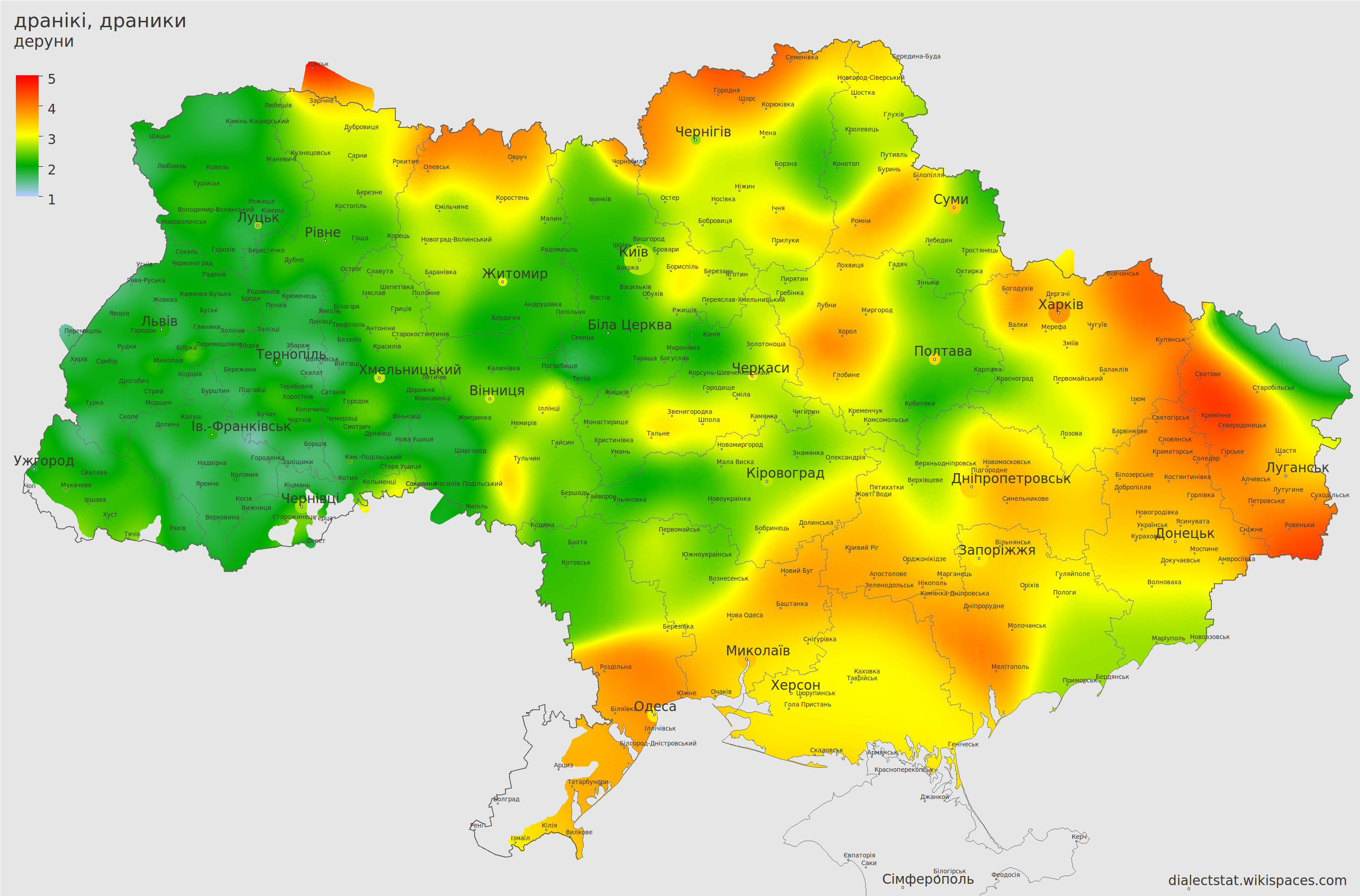
дранікі, драники
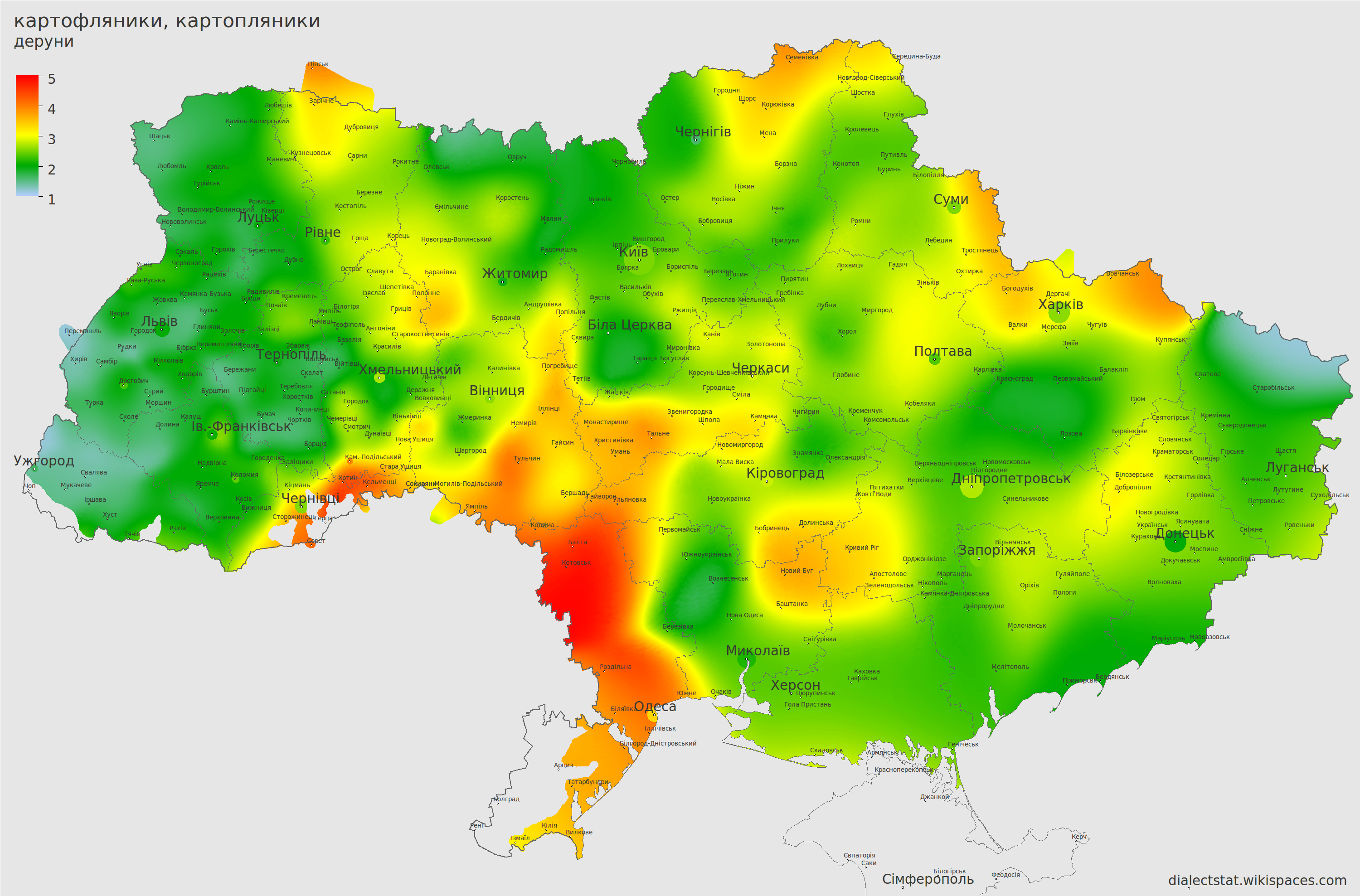
картофляники, картопляники
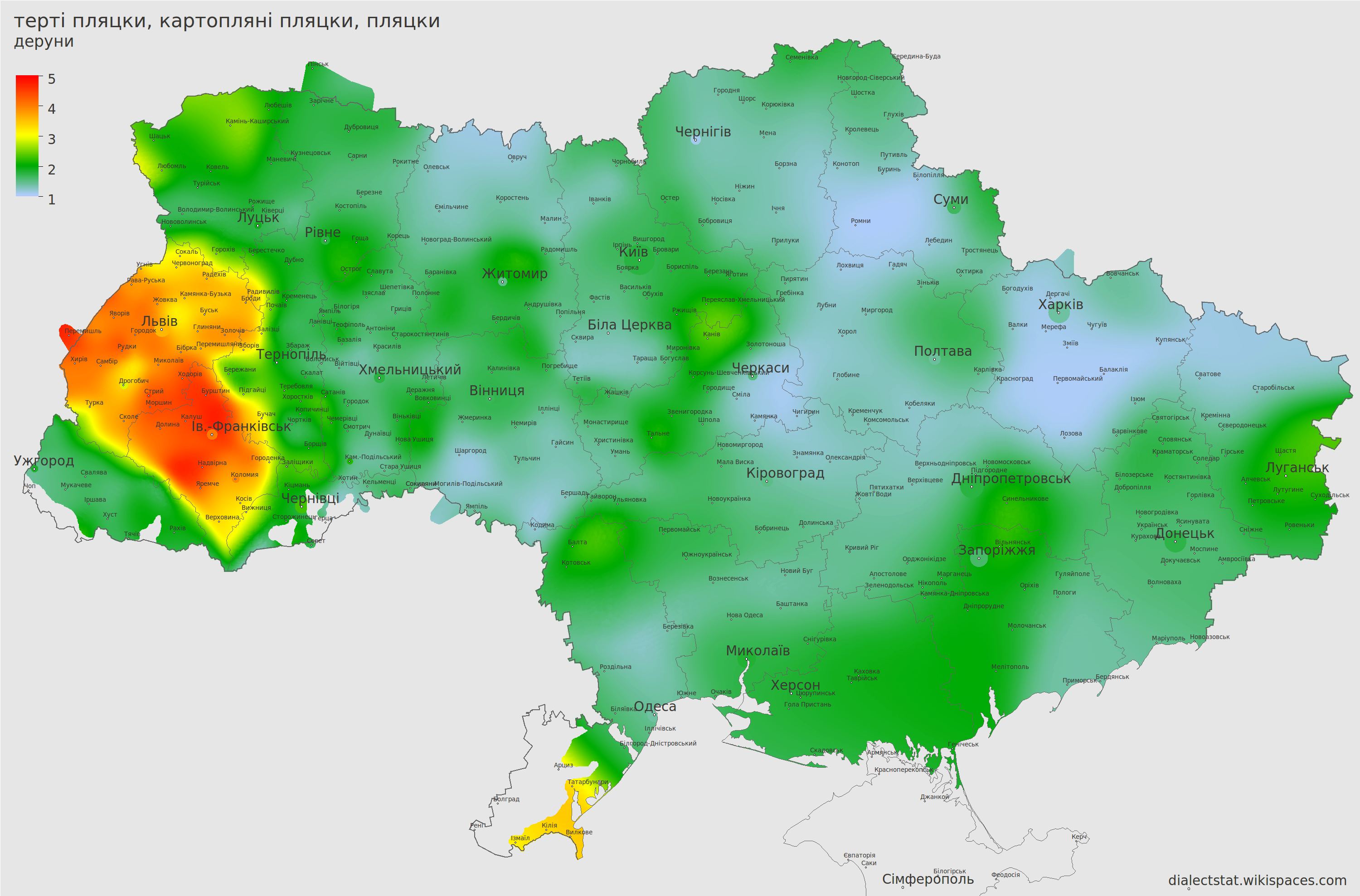
пляцки, терті пляцки, картопляні пляцки
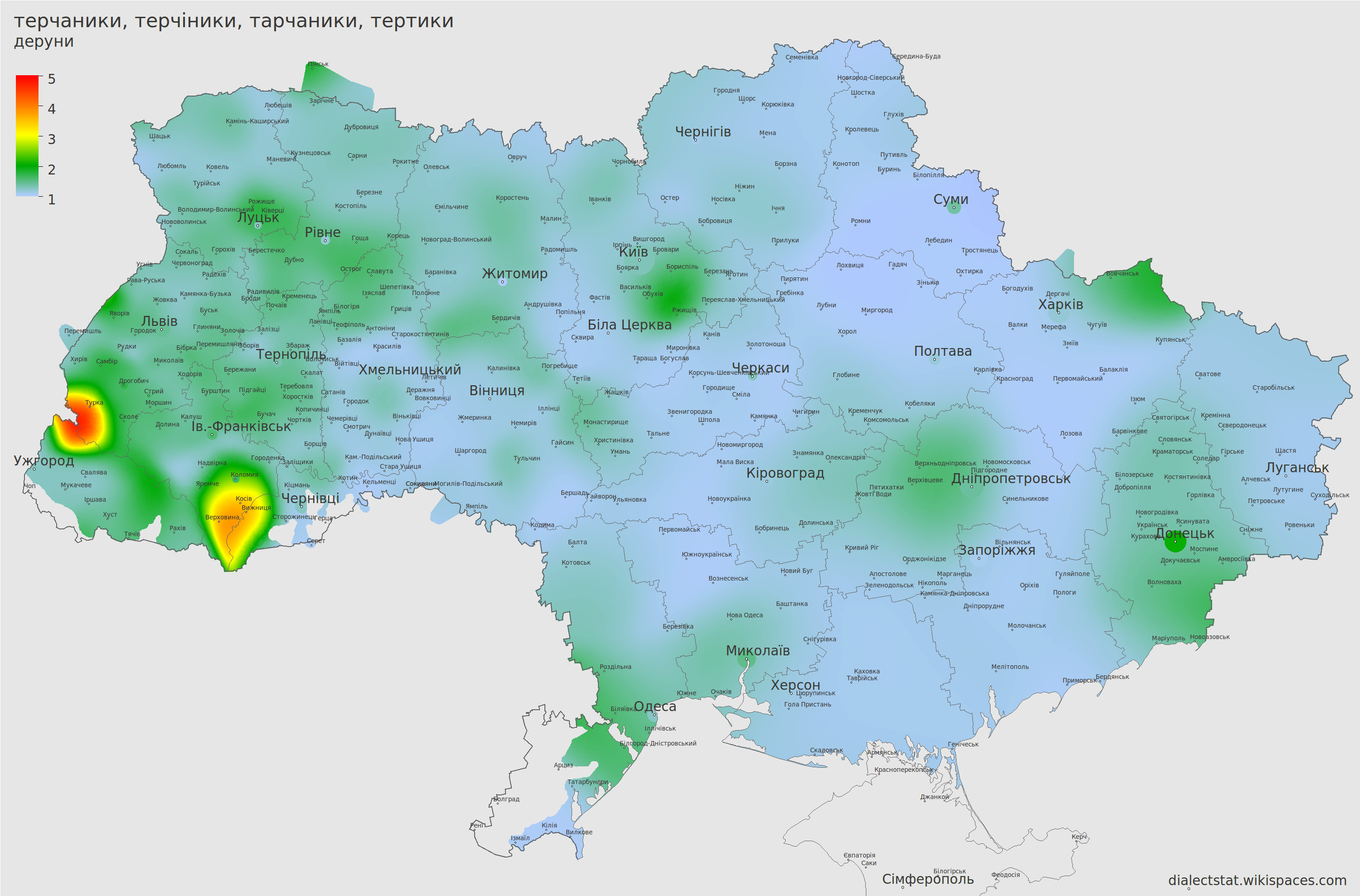
терчаники, терчіники, тарчаники, тертики
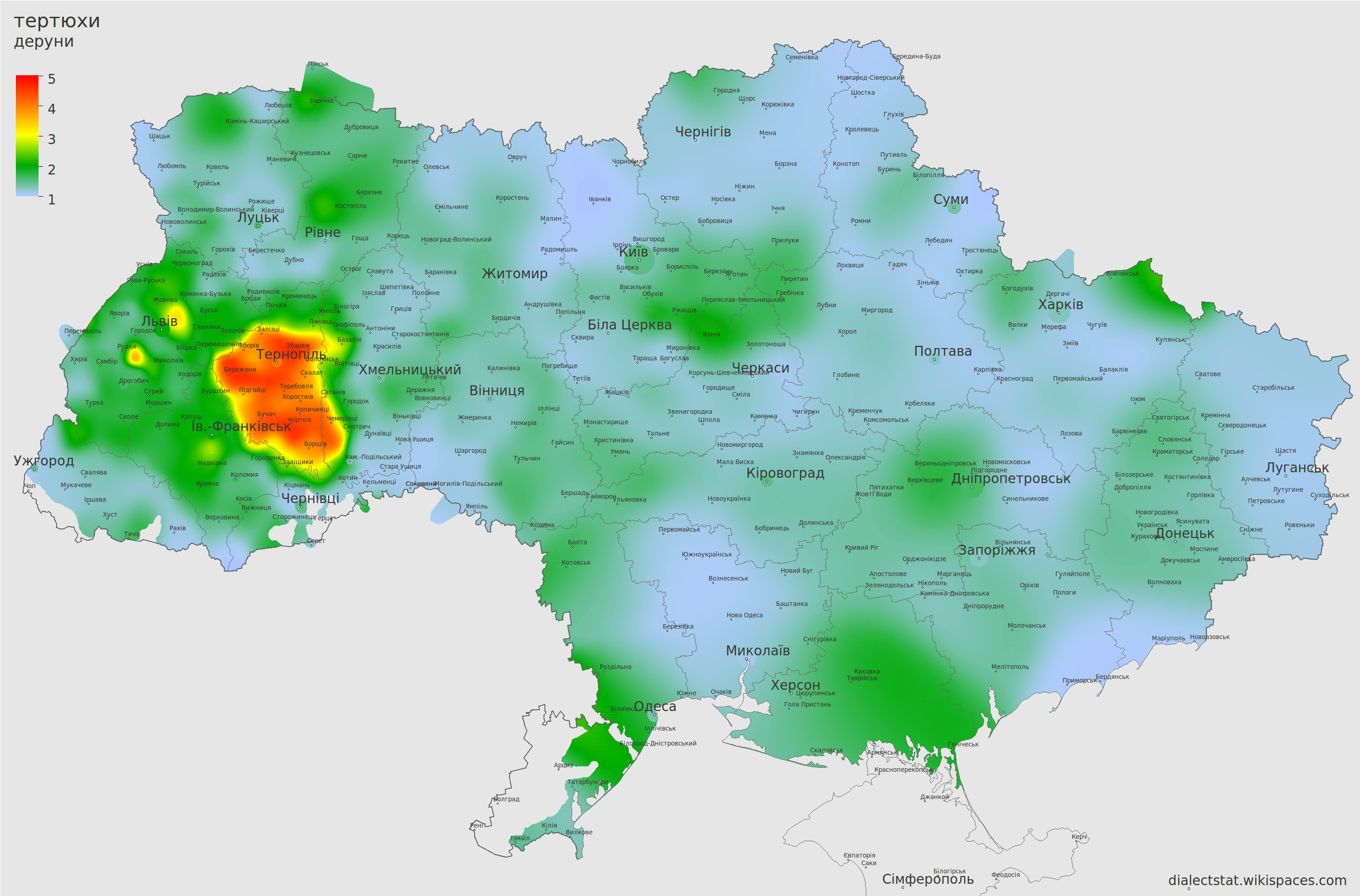
тертюхи
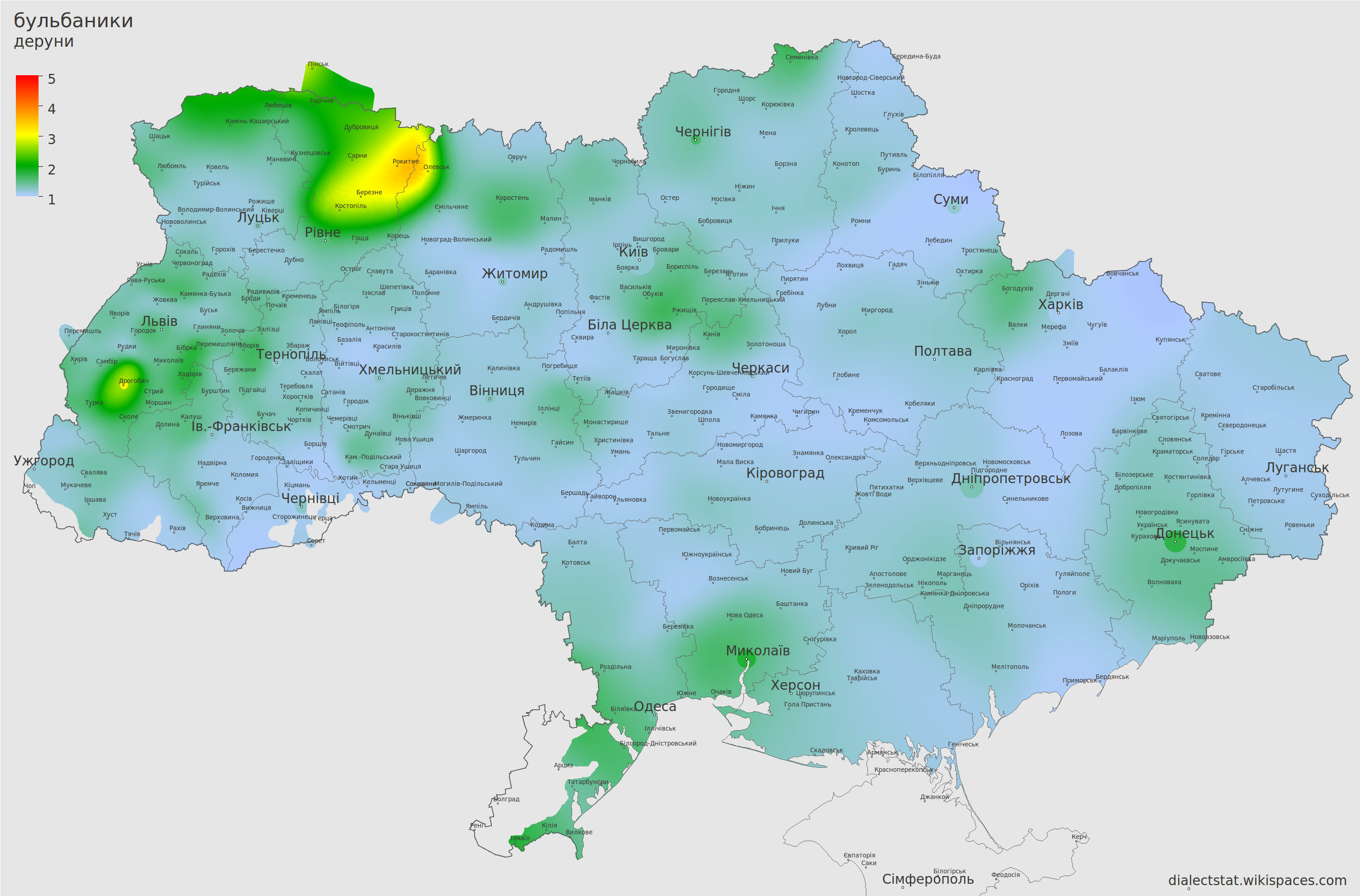
бульбаники
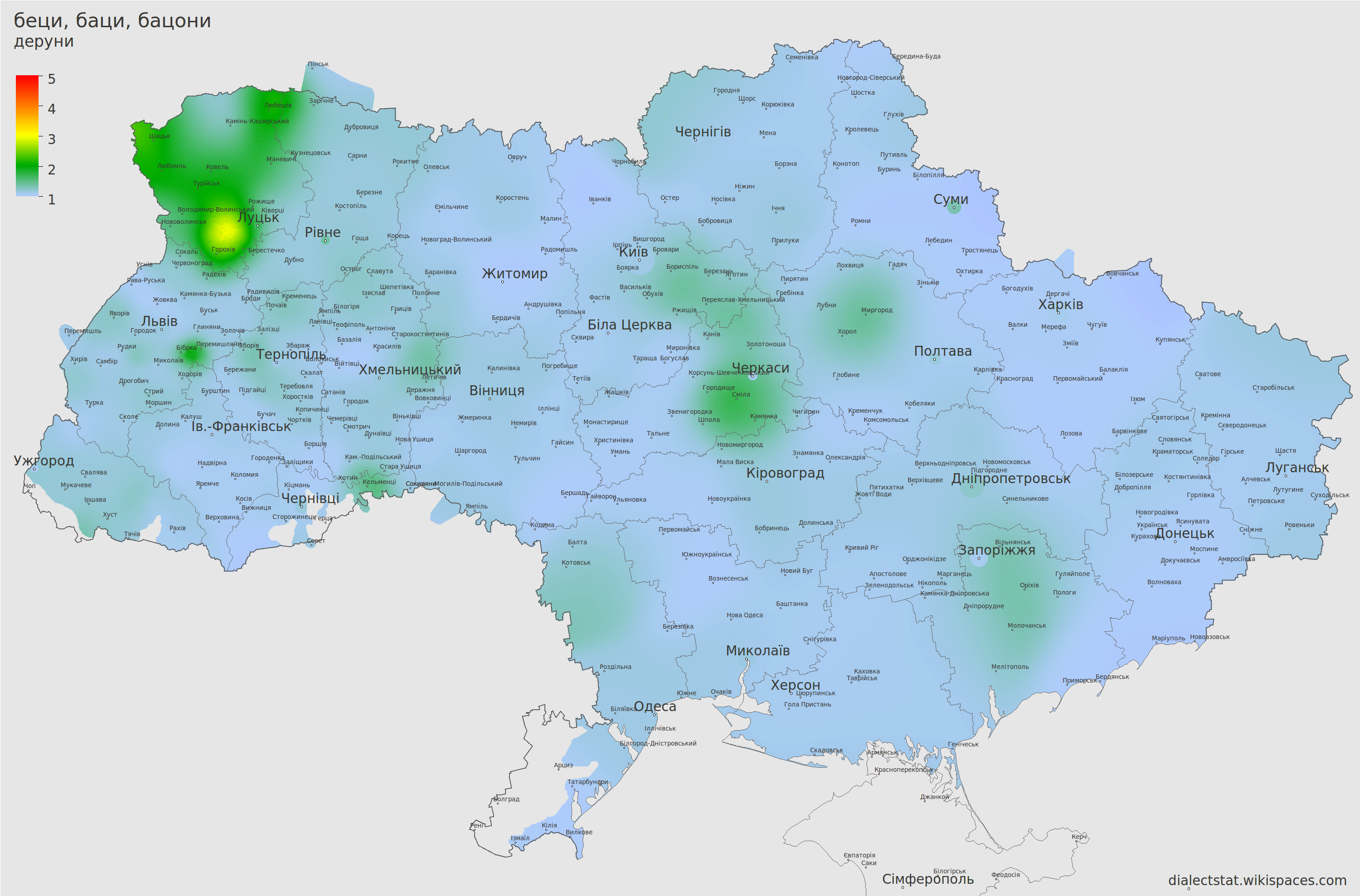
беци, баци, бацони
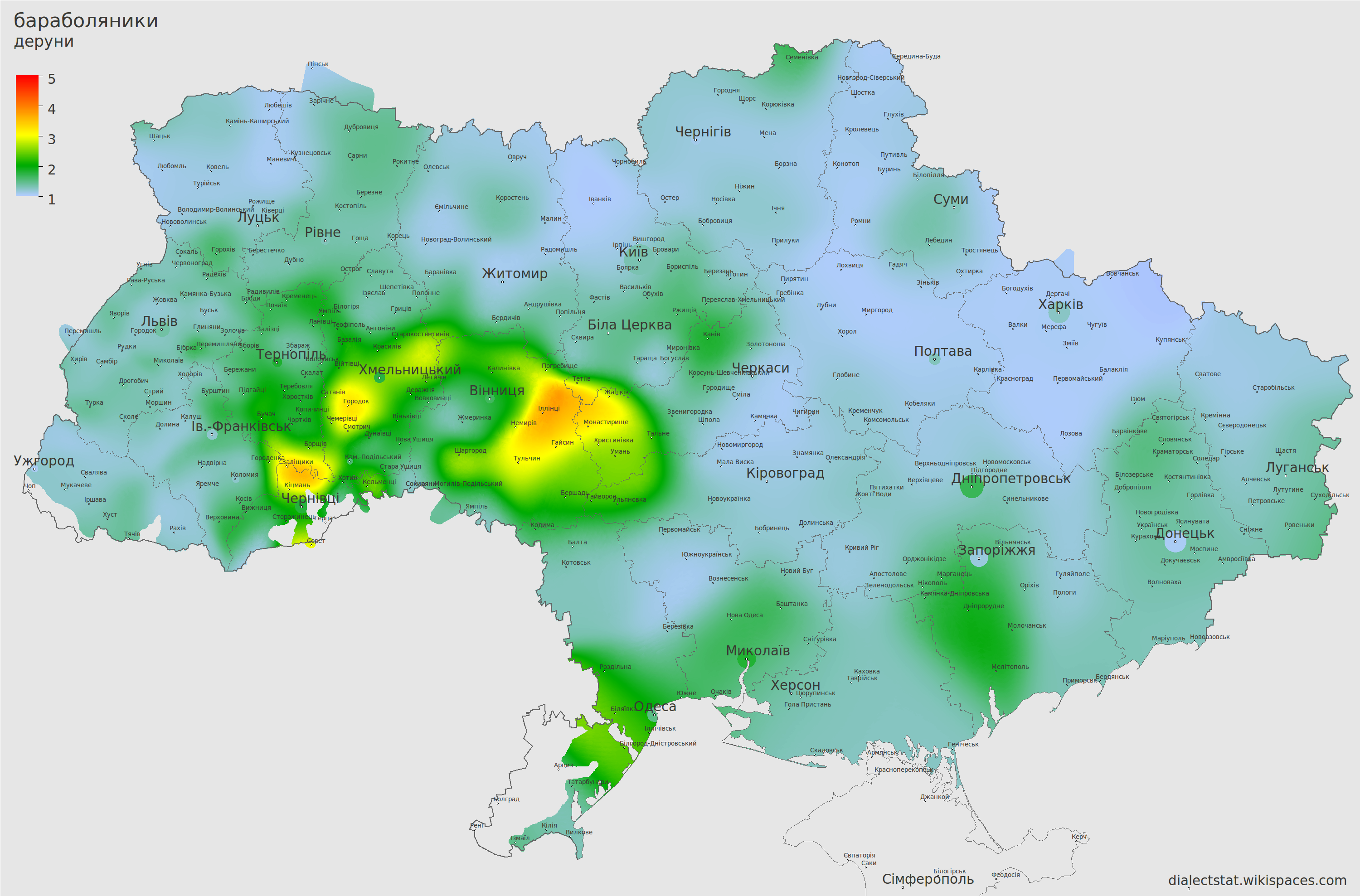
бараболяники
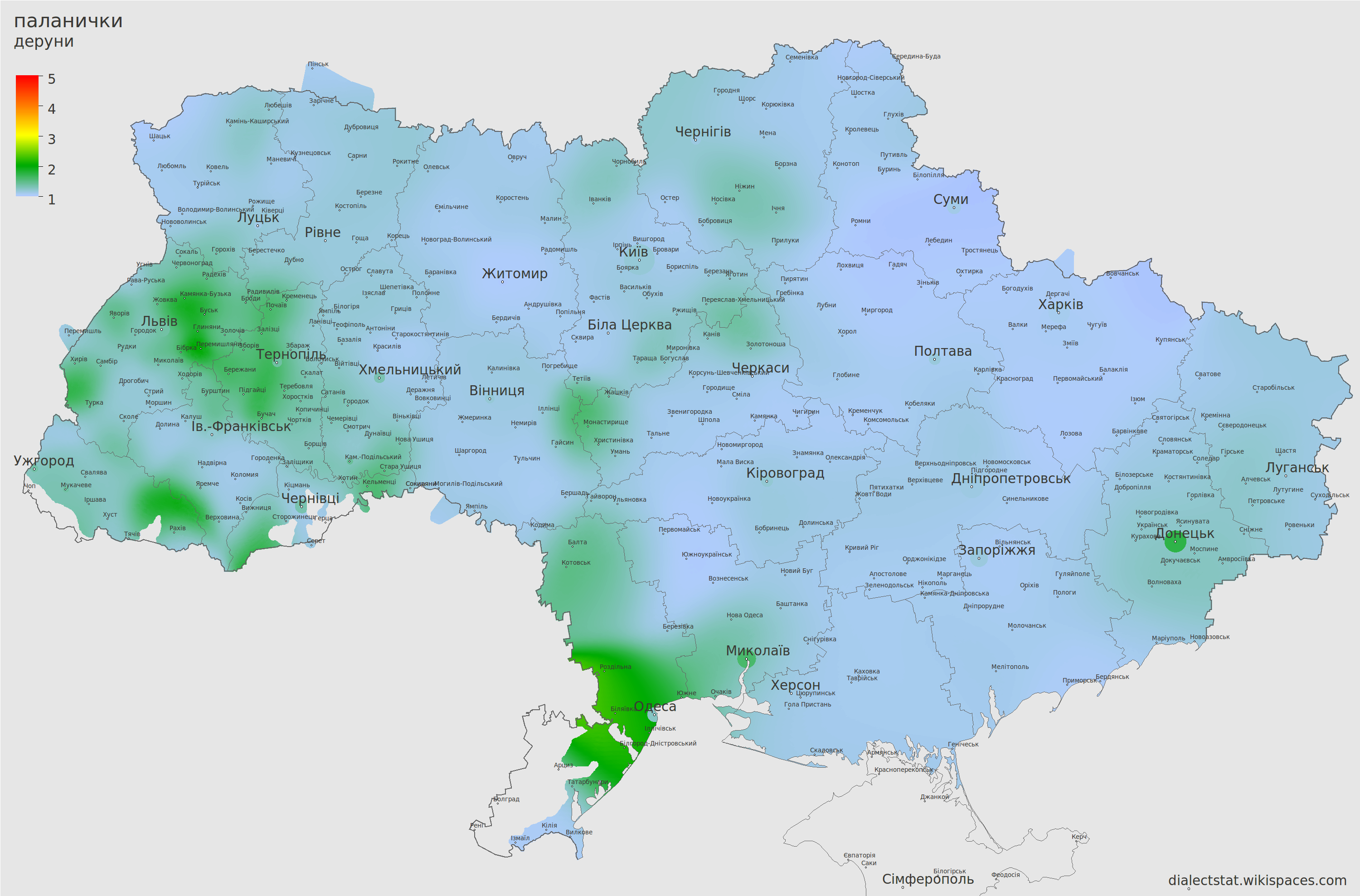
паланички
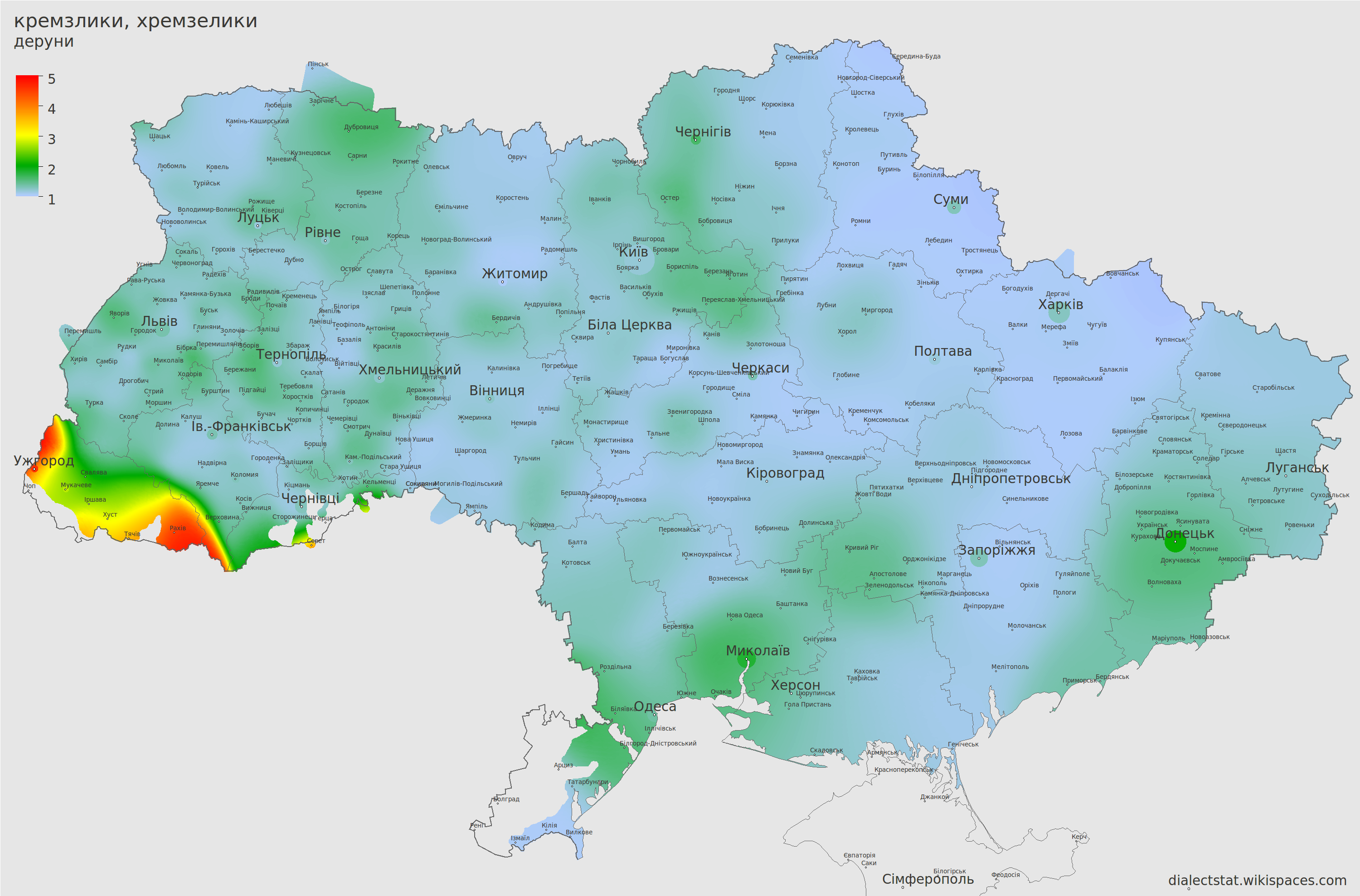
кремзлики, хремзелики
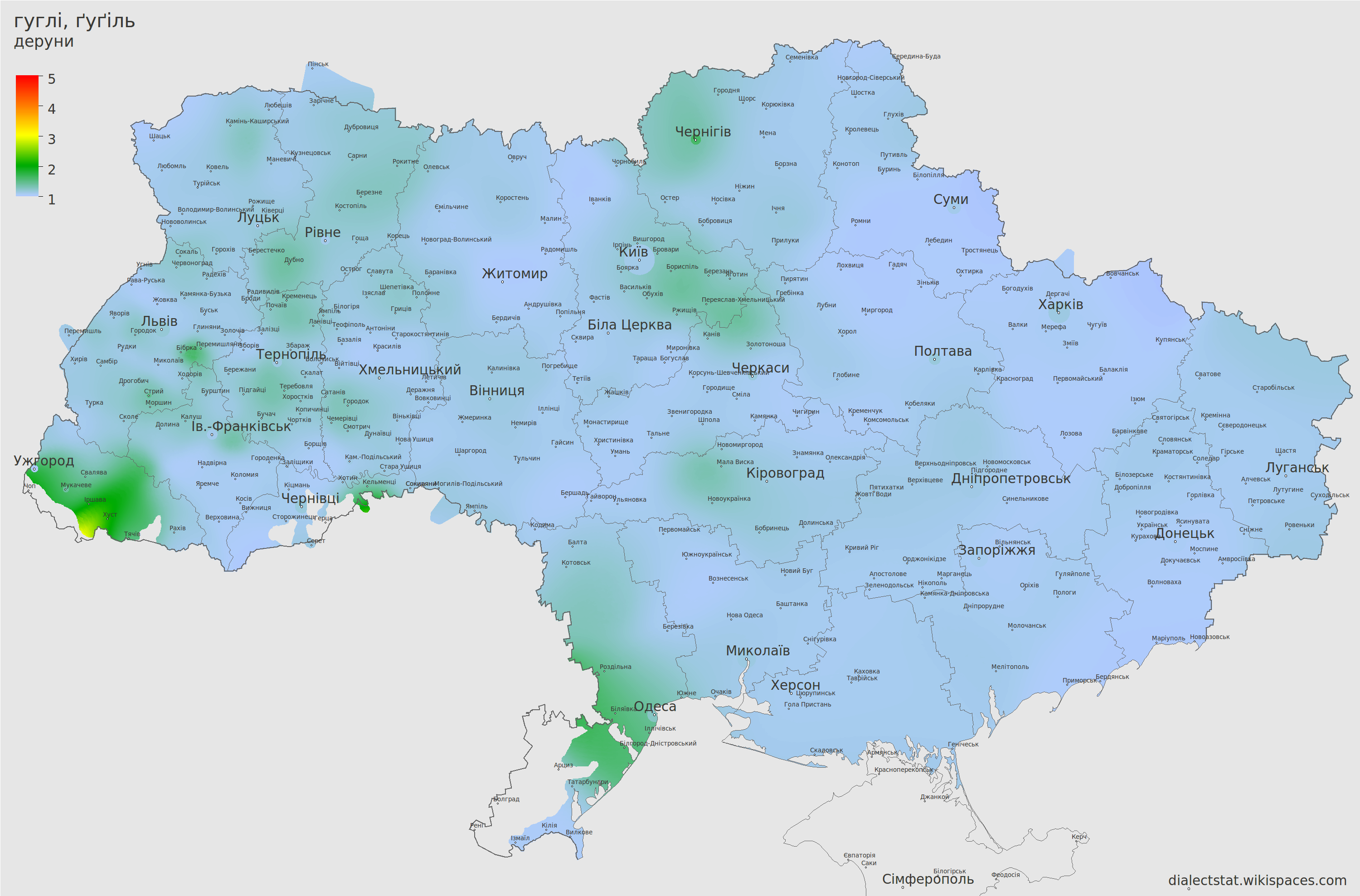
гуглі, ґуґіль
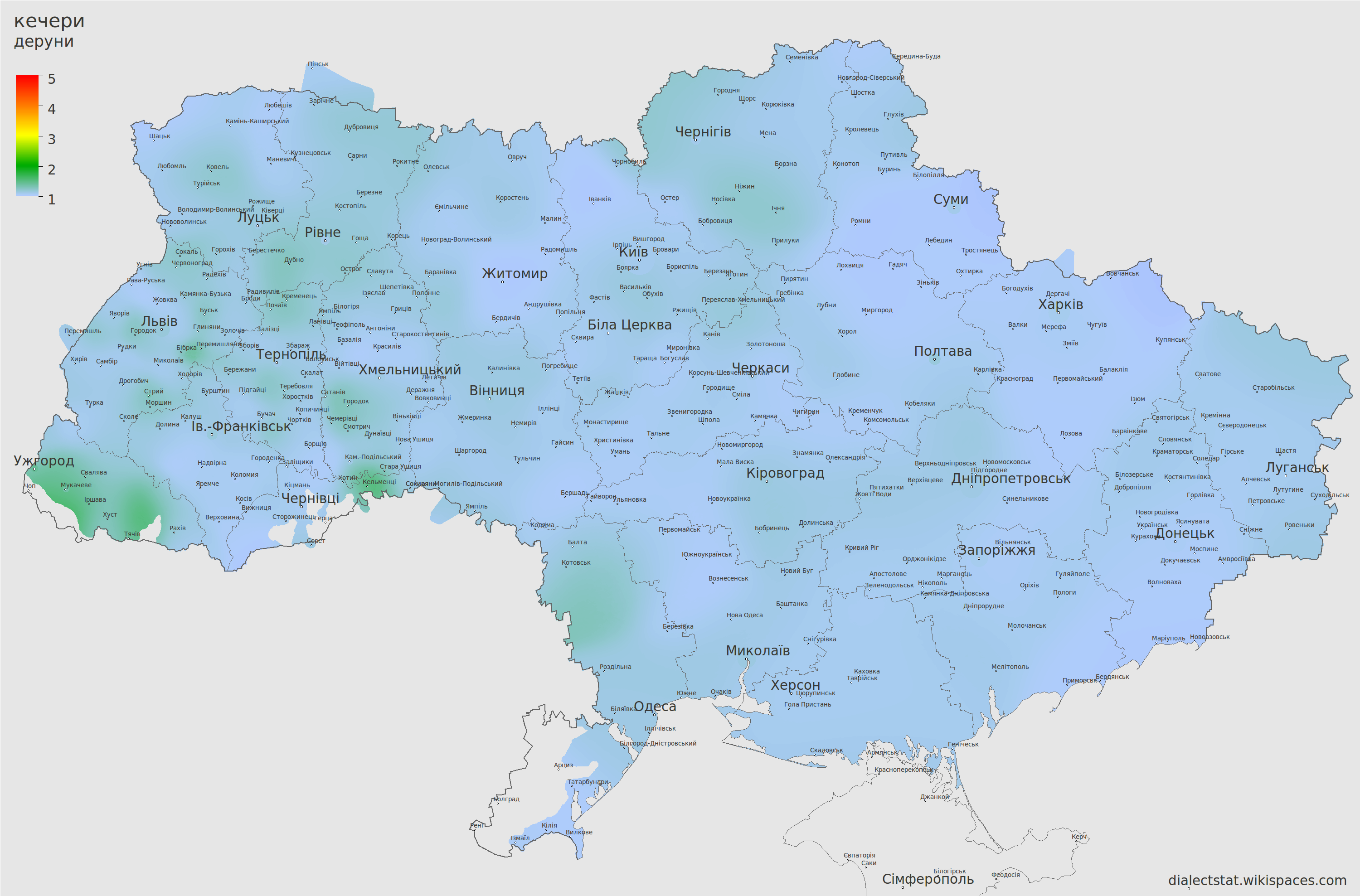
кечери
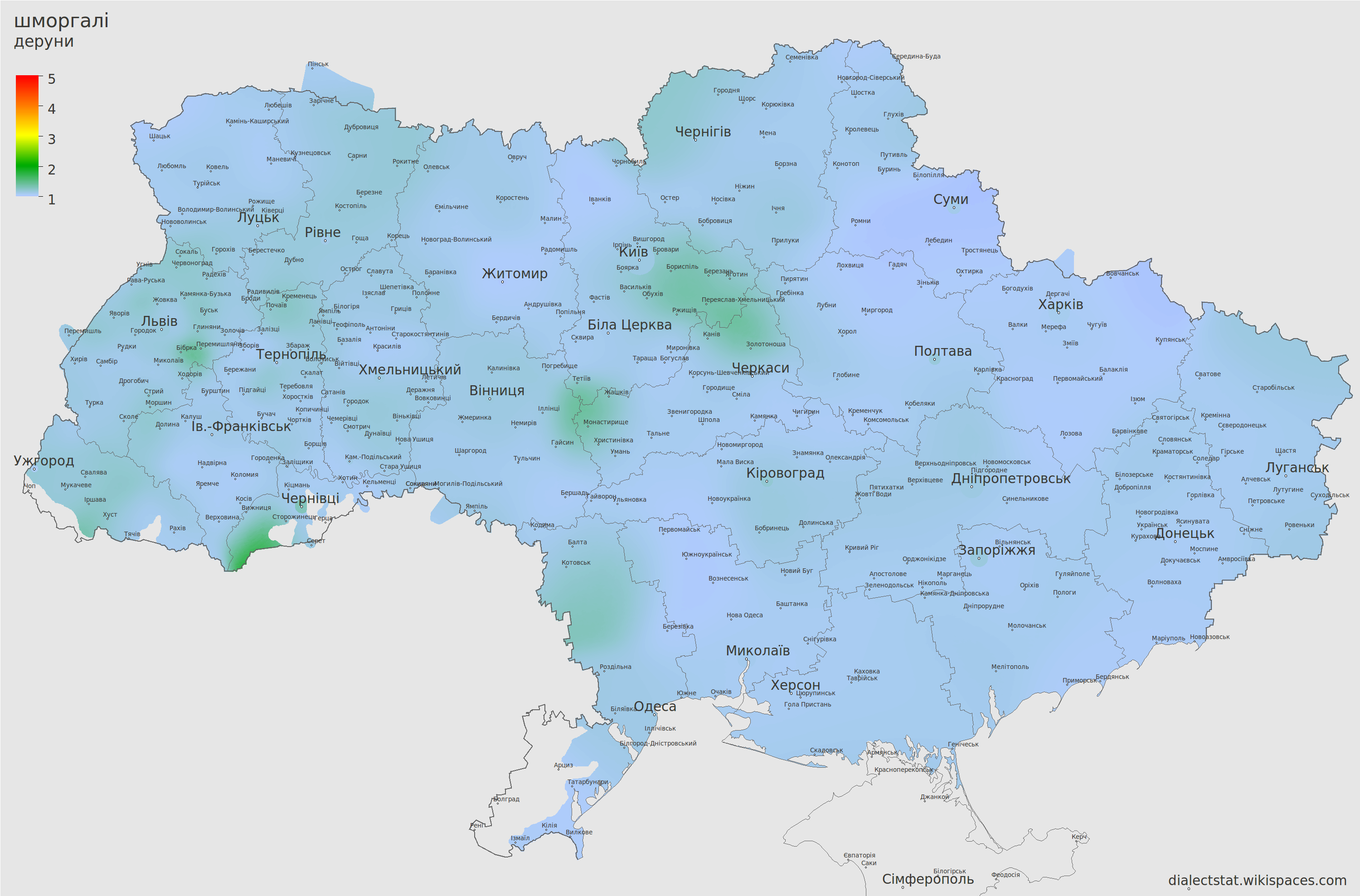
шморгалі
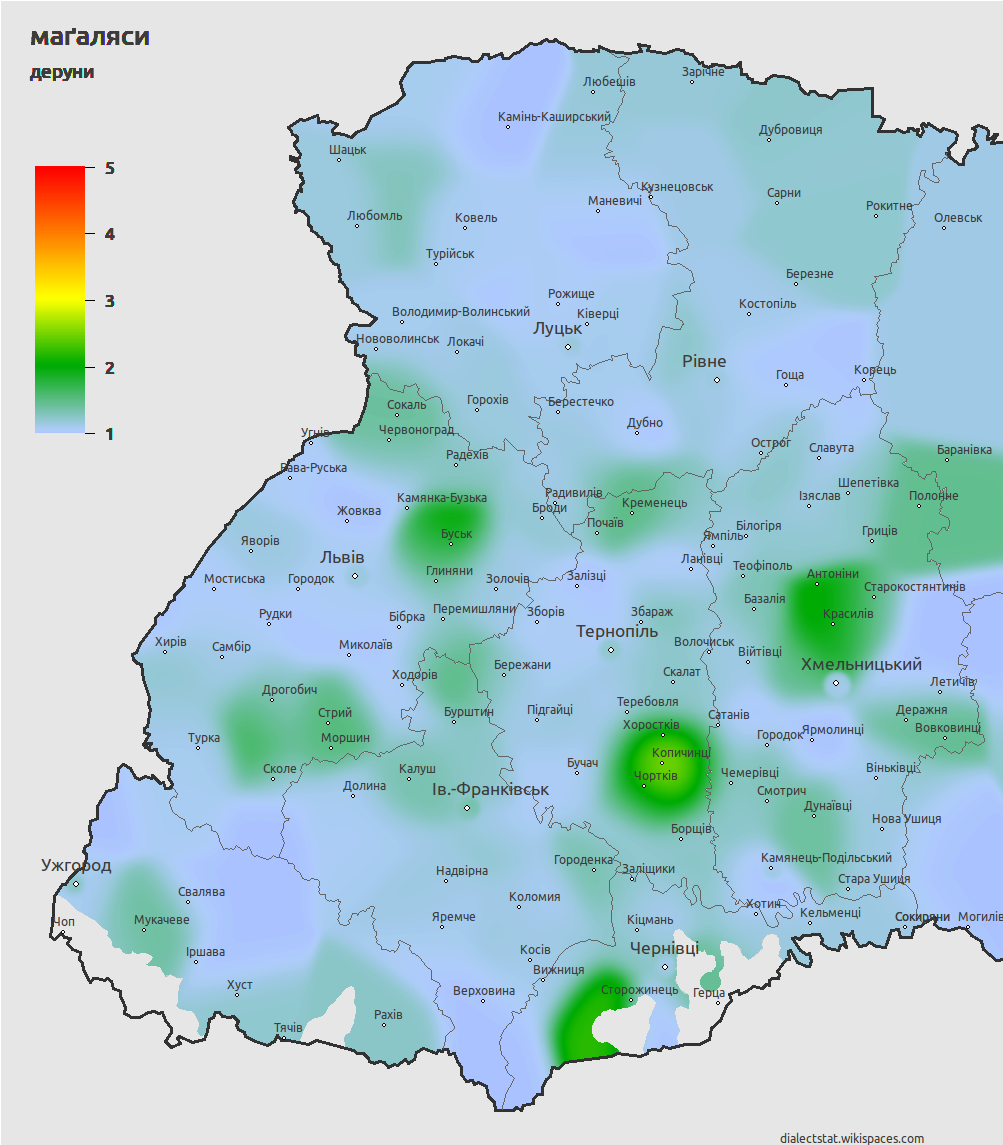
маґаляси